# Ustrzyki Dolne
Ustrzyki Dolne (ukr. Устрики Долішні) – miasto w województwie podkarpackim, położone nad rzeką Strwiąż. Siedziba gminy miejsko-wiejskiej Ustrzyki Dolne oraz władz powiatu bieszczadzkiego.
Wieś prawa wołoskiego Vstryki, własność starostwa przemyskiego położona była na przełomie XVI i XVII wieku w ziemi sanockiej województwa ruskiego. Ustrzyki Dolne uzyskały lokację miejską po 1727 roku. W latach 1944–1951 miasto należało do ZSRR (wróciło do Polski w ramach umowy o zmianie granic podpisanej między RP a ZSRR 15 lutego 1951 r.). W latach 1975–1998 miasto administracyjnie należało do woj. krośnieńskiego.
Leży na wysokości ok. 480 m n.p.m., na trasie małej i dużej pętli bieszczadzkiej.
Według danych GUS z 31 grudnia 2024 r. miasto miało 8246 mieszkańców.

## Historia
W 1496 r. król Jan Olbracht oddał okolice Ustrzyk Dolnych w dzierżawę Iwonii Janczonowiczowi Unichowskiemu herbu Przestrzał rodem z Siedmiogrodu, za zasługi położone w czasie wojny bukowińskiej. W 1509 r. Iwonia Unihowski herbu Przestrzał, protoplasta rodu Ustrzyckich, lokował wieś Ustrzyki, wtedy nazwaną Ustryk. Wioska leżała u zbiegu dwóch bezimiennych strumieni, a mieszkańcy nazywali ją po staropolsku Us, czyli ujście, Rzyk, czyli rzeki – stąd nazwa wsi Ustrzyki, albo ujście rzeki. Od nazwy wsi ród Unihowskiego przyjął później miano Ustrzyckich. Emerykowi Ustrzyckiemu ok. 1505 r. nadano wójtostwo i ziemie Ustrzyk Dolnych, obejmujące miejscowości Jasień, Równia, Zamłynie, Strwiążek i część Ustjanowej. W 1541, w wyniku rozstrzygnięcia sądu podkomorskiego, Ustrzyki Dolne zostały przyłączone do ziemi przemyskiej. W 1667 r. Maciej Stanisław Ustrzycki – sędzia sanocki, poseł na Sejm w roku 1670 – wystawił kościół farny w Jasieniu, co aprobowała Konstytucja w 1667 r.

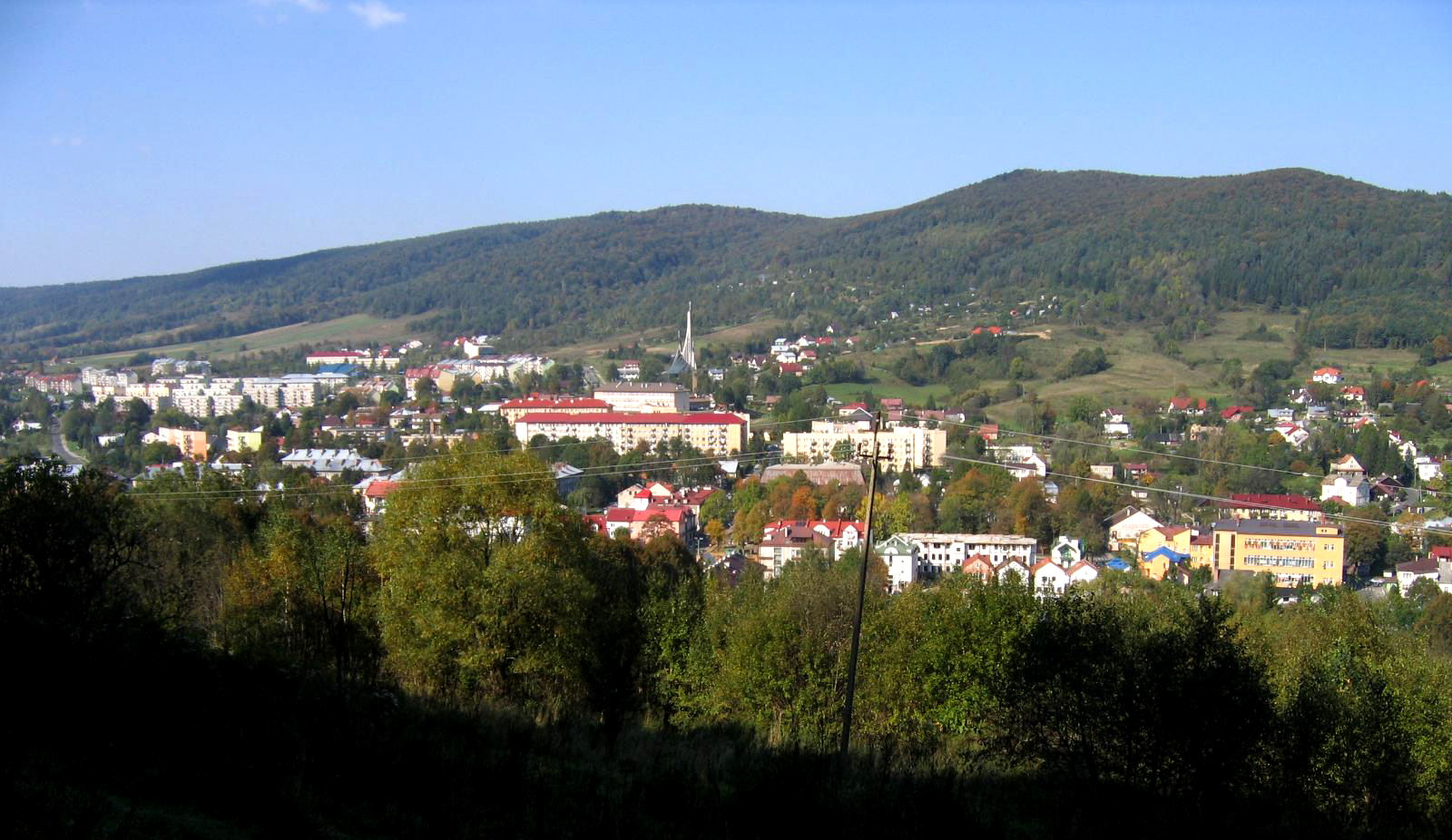
Panorama miasta
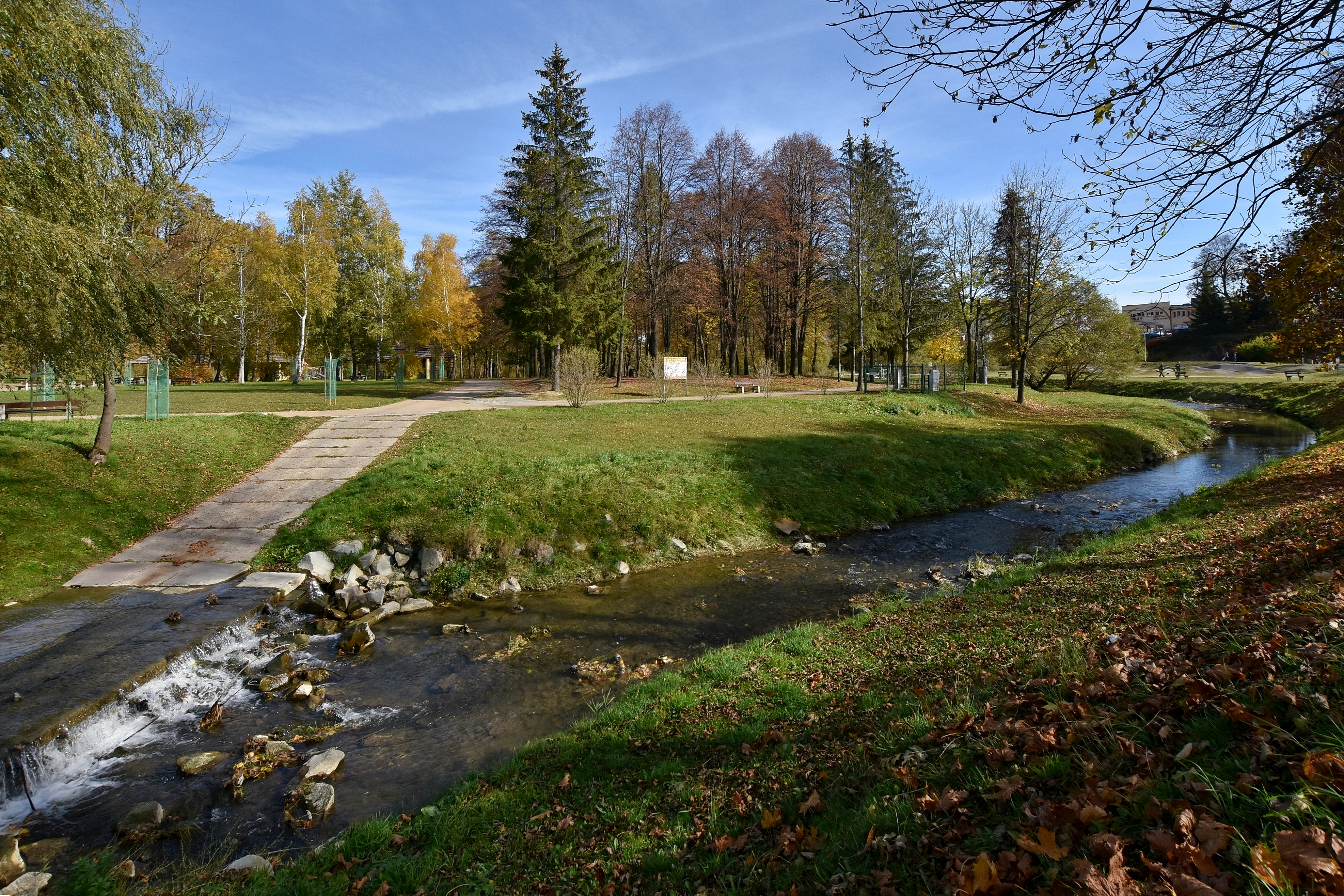
Rzeka Strwiąż w parku miejskim
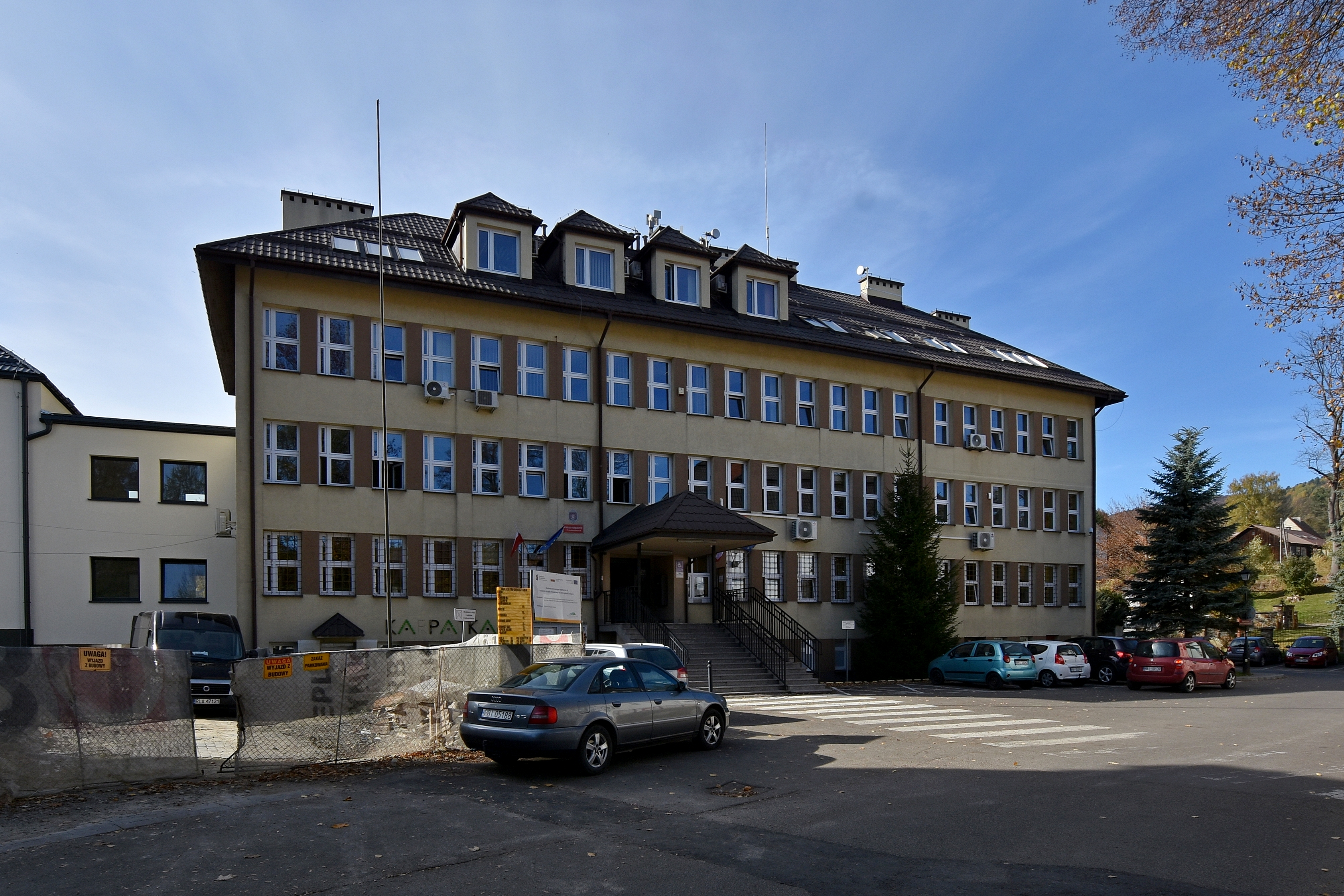
Urząd Miejski

W 1667 r. Sejm za zasługi i fundację kościoła w Jasieniu zezwolił Maciejowi Stanisławowi Ustrzyckiemu z Unichowa herbu Przestrzał na zamianę Ustrzyk Dolnych za Ustrzyki Górne. W 1670 r. zatwierdził przywilej król Jan Kazimierz i powstała tu gmina królewska i parafia. Ród Ustrzyckich staje się dziedzicem tych ziem. Majątek w rękach Ustrzyckich pozostał do połowy XVIII w., później przeszedł na własność Ossolińskich, a następnie Mniszchów, w XIX w. – Piaseckich i Laskowskich, w XX w. – Nanowskich. Stanisław Ossoliński (drugi syn Mikołaja, starosta piotrkowski, w 1680 r. podstoli lubelski, rotmistrz chorągwi koronnej, dziedzic Hussakowa) ożenił się z Anną Ustrzycką (Birecką; żoną kasztelana przemyskiego Mikołaja Ustrzyckiego zm. w 1693 r.), właścicielką Ustrzyk, która z kolei po jego śmierci, zaślubiła Siemianowskiego. W 1727 r. w wyniku działań kasztelana sanockiego – Klemensa Ustrzyckiego herbu Przestrzał, Ustrzyki Dolne uzyskały prawa miejskie.
W 1672 r., podczas ostatniego najazdu czambułów tatarskich Nuradyna-Soltana na Bieszczady, ordyńcy ograbili i spalili miejscowość, a mieszkańców uprowadzili na wschód do niewoli. W 1727 r., na mocy postanowienia króla Polski Augusta II Mocnego, Ustrzyki otrzymały prawa miejskie. W sierpniu 1769 r. w okolicach Ustrzyk Dolnych toczyły się walki konfederatów barskich przeciwko wojskom rosyjskim Drewicza. 8 sierpnia 1769 r. pod Hoszowem w bitwie z Rosjanami zostaje ranny Franciszek Pułaski komornik bielski, rotmistrz przemyski konfederacji barskiej (stryjeczny kuzyn Kazimierza Pułaskiego), którego przewieziono na zamek leski, a po śmierci 18 sierpnia 1769 r., pochowano go w kaplicy św. Antoniego, kościoła pw. Nawiedzenia NMP w Lesku, gdzie znajduje się jego epitafium. Po I rozbiorze Polski w 1772 roku Ustrzyki Dolne znalazły się na obszarze zaboru austriackiego (Galicja). Dotąd prężnie rozwijające się miasto zaczęło przeżywać regres i upadek gospodarczy pod panowaniem austriackim.
W 1846 r. mieszkańcy Ustrzyk i okolic aktywnie uczestniczyli w powstaniu krakowskim przeciw zaborcy. 21 lutego 1846 r. powstańcy z południowej części obwodu sanockiego szli na północ w celu opanowania Sanoka trzema szlakami: z Cisnej przez Baligród, z Lutowisk oraz z Ustrzyk Dolnych i z Ustjanowej.
W połowie XIX wieku właścicielem posiadłości tabularnej Ustrzyki Dolne był Wincenty Laskowski. W 1872 r. poprowadzono tędy strategiczną linię kolejową z Węgier do twierdzy Przemyśl zwaną Pierwszą Węgiersko-Galicyjską Koleją Żelazną. W okolicy został zapoczątkowany rozwój przemysłu naftowego.
W 1910 roku powstała w Ustrzykach Kasa Spółdzielcza.

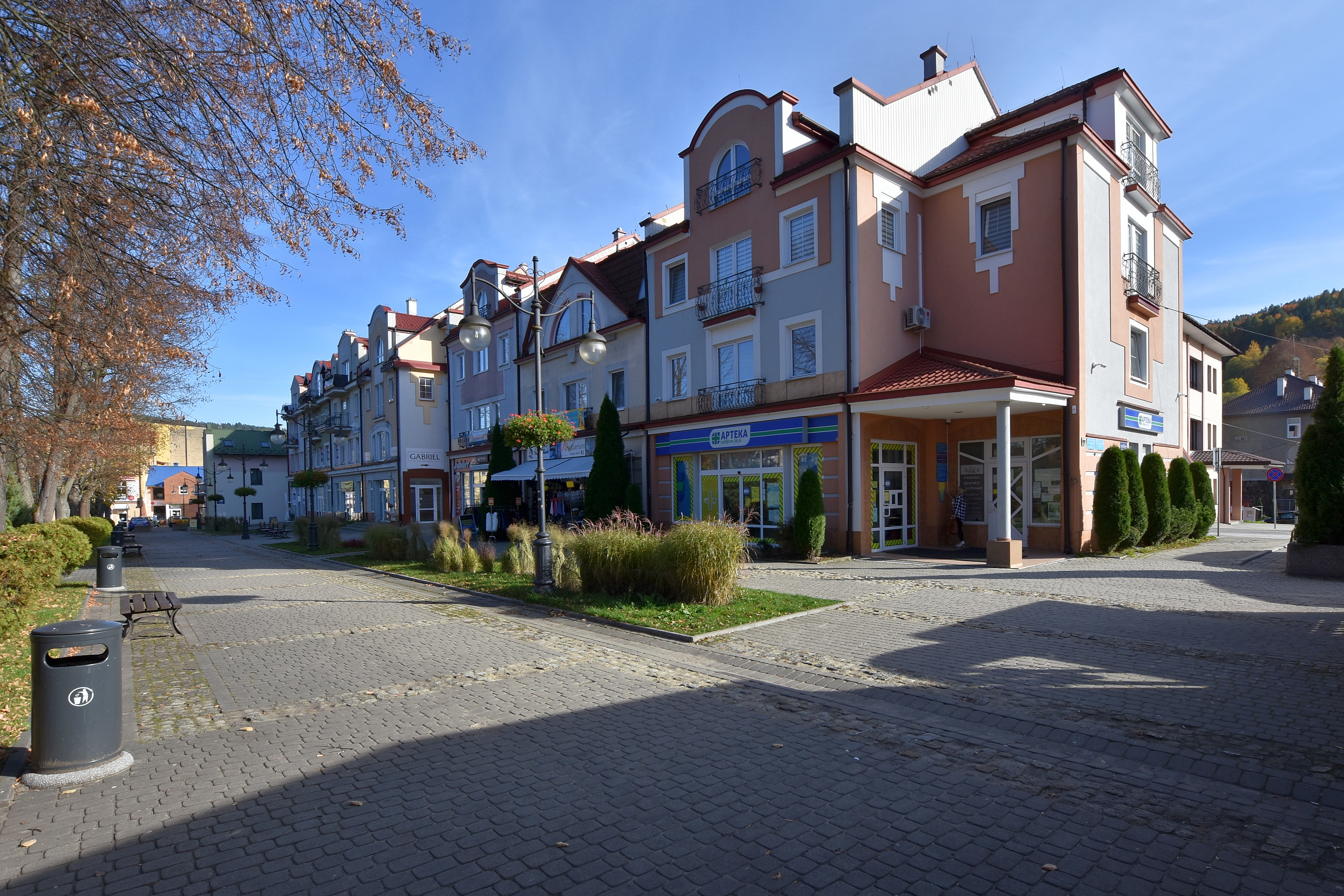
Południowa pierzeja Rynku
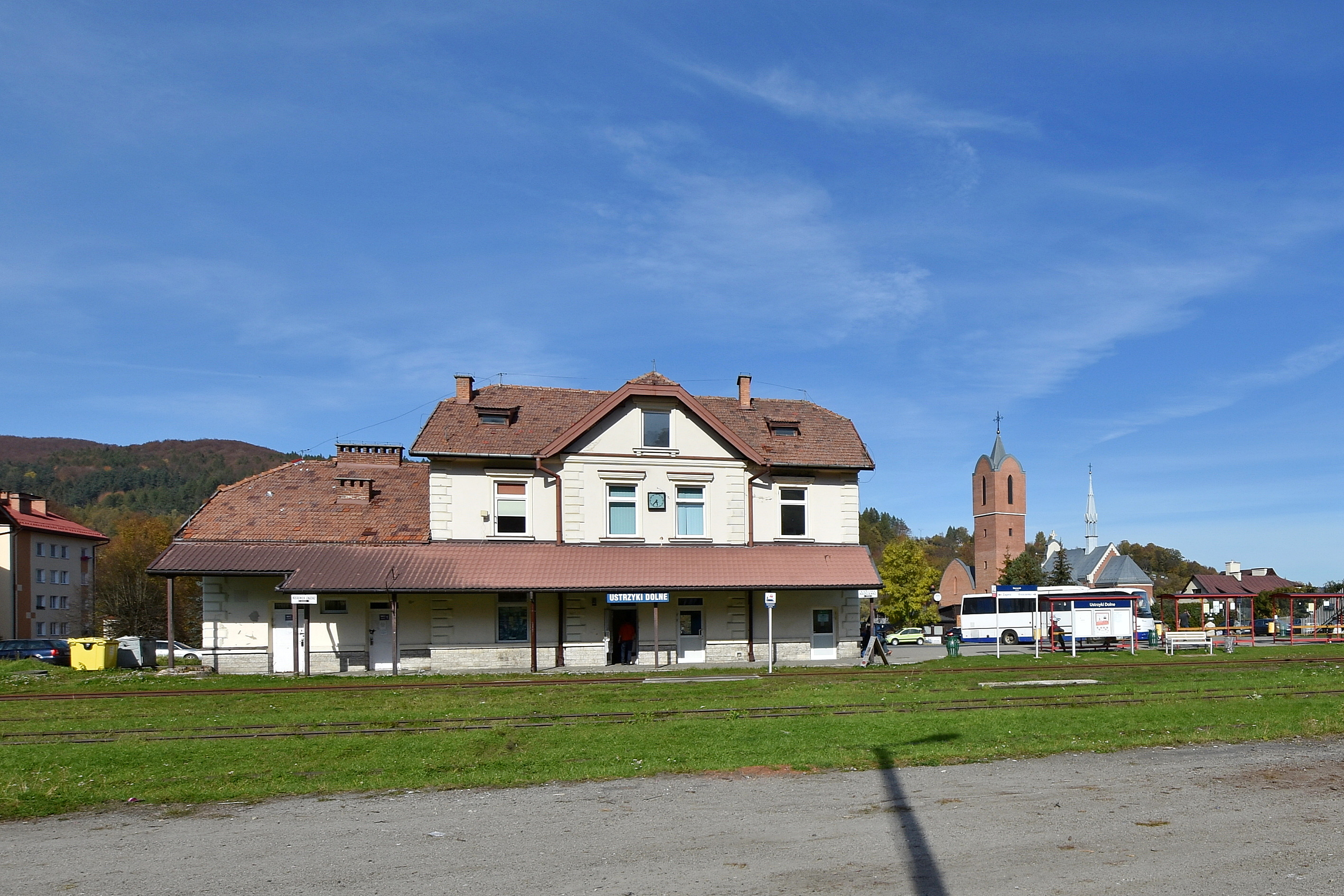
Dworzec kolejowy
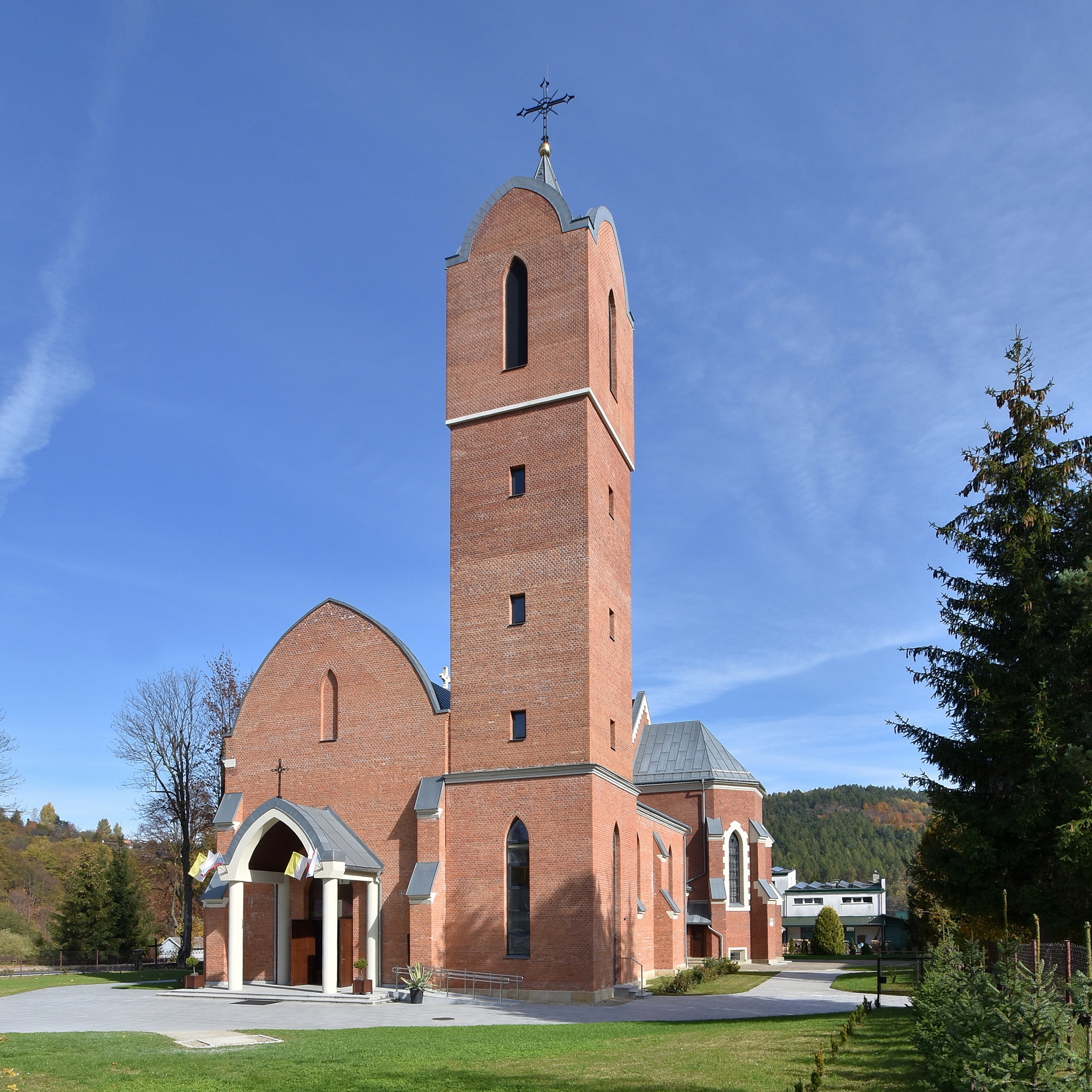
Kościół NMP Królowej Polski

W czasie I wojny światowej, na przełomie 1914/1915, front dwukrotnie przeszedł przez te tereny niszcząc miasto. Toczyły się tu walki między wojskami rosyjskimi i austriackimi. 4 września 1914 r. zatrzymał się tu owacyjnie witany polski Legion Wschodni złożony z 5 tys. legionistów, dowodzonych przez gen. Młota Fijałkowskiego, po czym pomaszerował do Sanoka, a następnie udał się pociągiem do Jasła. 21 września 1914 r. Rosjanie dotarli po walkach do Ustrzyk Dolnych. Z tych terenów wielu Polaków popierających Austrię trafiło do więzień lub na Syberię. 25 stycznia 1915 r. rozbita w bitwie pod Lutowiskami kawaleria rosyjska uciekła w popłochu przez Ustrzyki.
Na początku listopada 1918 r., w obliczu zbliżającego się zakończenia I wojny światowej i upadku Austro-Węgier, Ustrzyki Dolne zostały zajęte przez zbrojne formacje ukraińskie, dotychczas walczące w służbie austriackiej. Zaczęła się wojna polsko-ukraińska. Z uwagi na to, że miasto leżało na trasie strategicznej linii kolejowej z Krosna przez Sambor do Lwowa, polskie dowództwo szybko podjęło decyzję o jego odbiciu. 20 listopada 1918 r. na dworcu w Ustrzykach Dolnych została stoczona zwycięska potyczka pociągu opancerzonego „Kozak” pod dowództwem, wówczas porucznika, Stanisława Maczka z oddziałem Ukraińskiej Armii Halickiej. 6 grudnia 1918 r. Ukraińcy zaatakowali Ustrzyki Dolne, by odciąć od Polski załogę Lwowa. Na odsiecz miastu pośpieszył przybyły z Krakowa szwadron kawalerii (60 szabel), który uderzył na Równię i u zbiegu drogi w Hoszowczyku rozbił kolumnę ukraińską, biorąc 38 jeńców. 12 grudnia 1918 r. przez Ustrzyki przeszły polskie oddziały pod dowództwem płk. Henryka Minkiewicza (2 tys. piechoty, 10 dział i pociąg pancerny „Kozak”), rozwijając natarcie, odnosząc zwycięstwo nad Ukraińcami i śpiesząc na odsiecz Lwowa. Ostatecznie w grudniu 1918 roku Ustrzyki stały się częścią odrodzonego państwa polskiego.
W latach 1918–1923 rozbudowano ustrzycką rafinerię (z 1900 roku). W okresie międzywojennym miasto słynęło z dorocznych jarmarków bydła, a w pobliskiej wsi Ustjanowa Górna funkcjonowała szkoła szybowcowa oraz jedno z największych w Europie szybowisk.
W czasie II wojny światowej walki obronne z nacierającymi wojskami hitlerowskimi toczyła 3 Brygada Górska dowodzona przez płk. Jana Kotowicza, wchodząca w skład grupy operacyjnej gen. bryg. Kazimierza Łukoskiego. 9 września 1939 r. pod Uhercami została obsadzona przez żołnierzy batalionu Obrony Narodowej Sanok (pod dowódcą batalionu kpt. Tadeuszem Kuniewskim), zajmująca pozycję opóźniającą marsz Niemców na wschód. 10 września o godz. 11.00 batalion został zaatakowany przez niemiecką kolumnę zmotoryzowaną i po stoczeniu krótkiej walki, wycofał się. Pamiątką po tych walkach pozostały; znajdujące się na cmentarzu w Uhercach; cztery groby i krzyż z napisem: Tu leżą żołnierze walki wrześniowej 1939 roku; porucznik i ośmiu żołnierzy. 10–11 września 1939 r. wycofująca się 3 Brygada Górska prowadziła walki pod Ustrzykami. 12 września 1939 r., gdy Niemcy wkroczyli do Ustrzyk, rozpoczęli aresztowania i wywózki do więzień. 28 września 1939 r., jeszcze w czasie kampanii wrześniowej, z miasta wycofały się oddziały niemieckie.

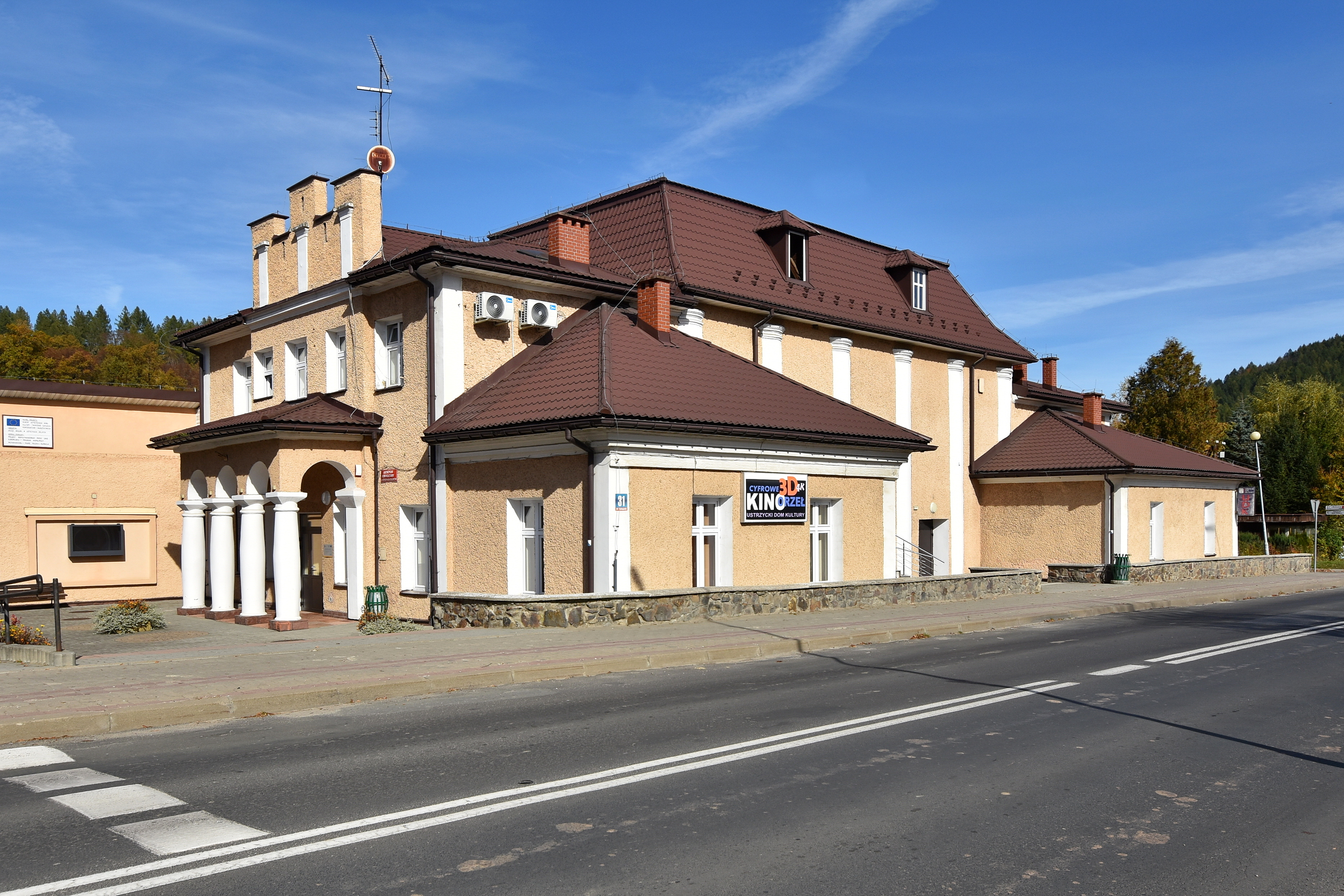
Dom kultury
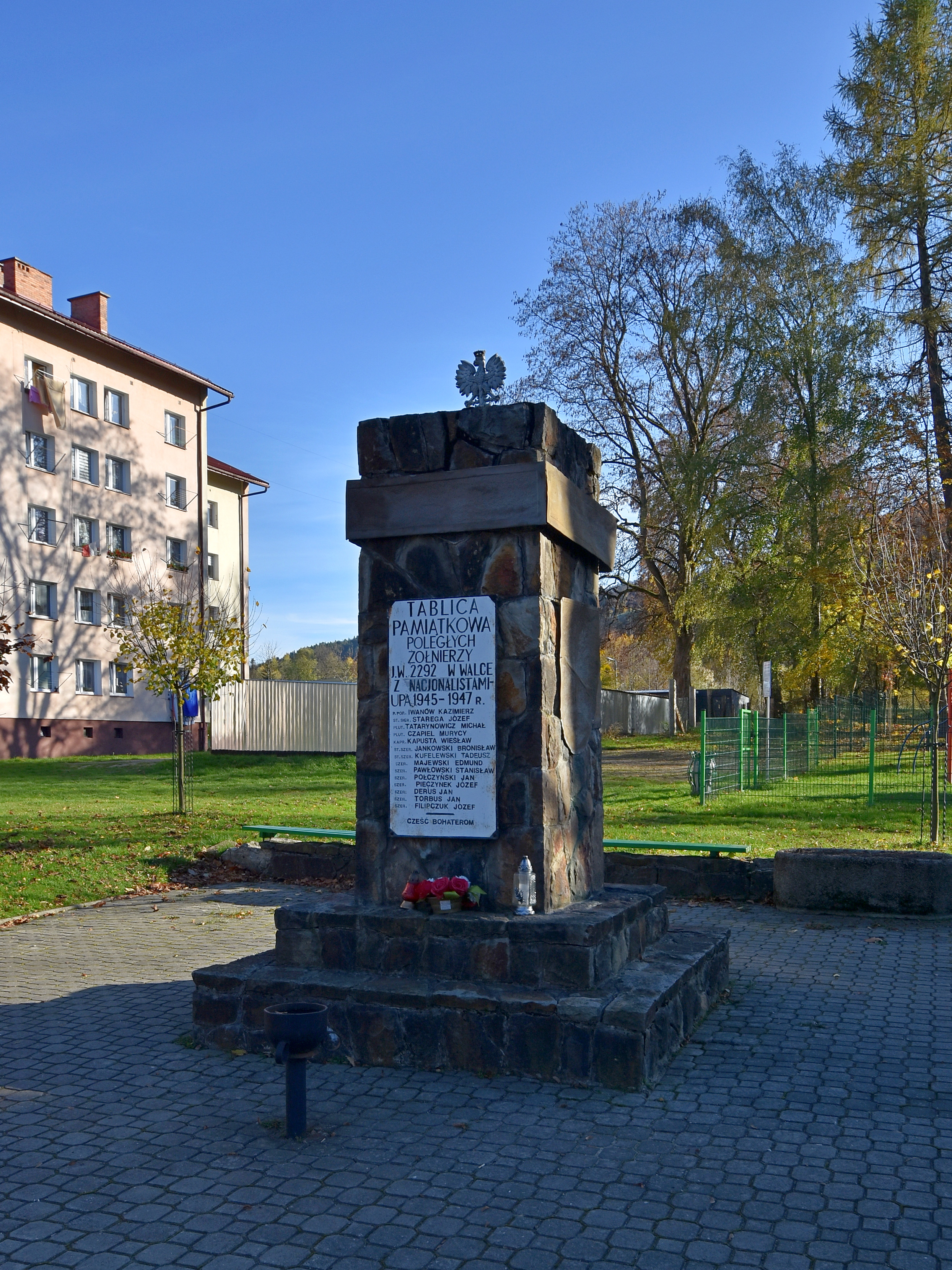
Pomnik żołnierzy WP poległych w latach 1945–1947
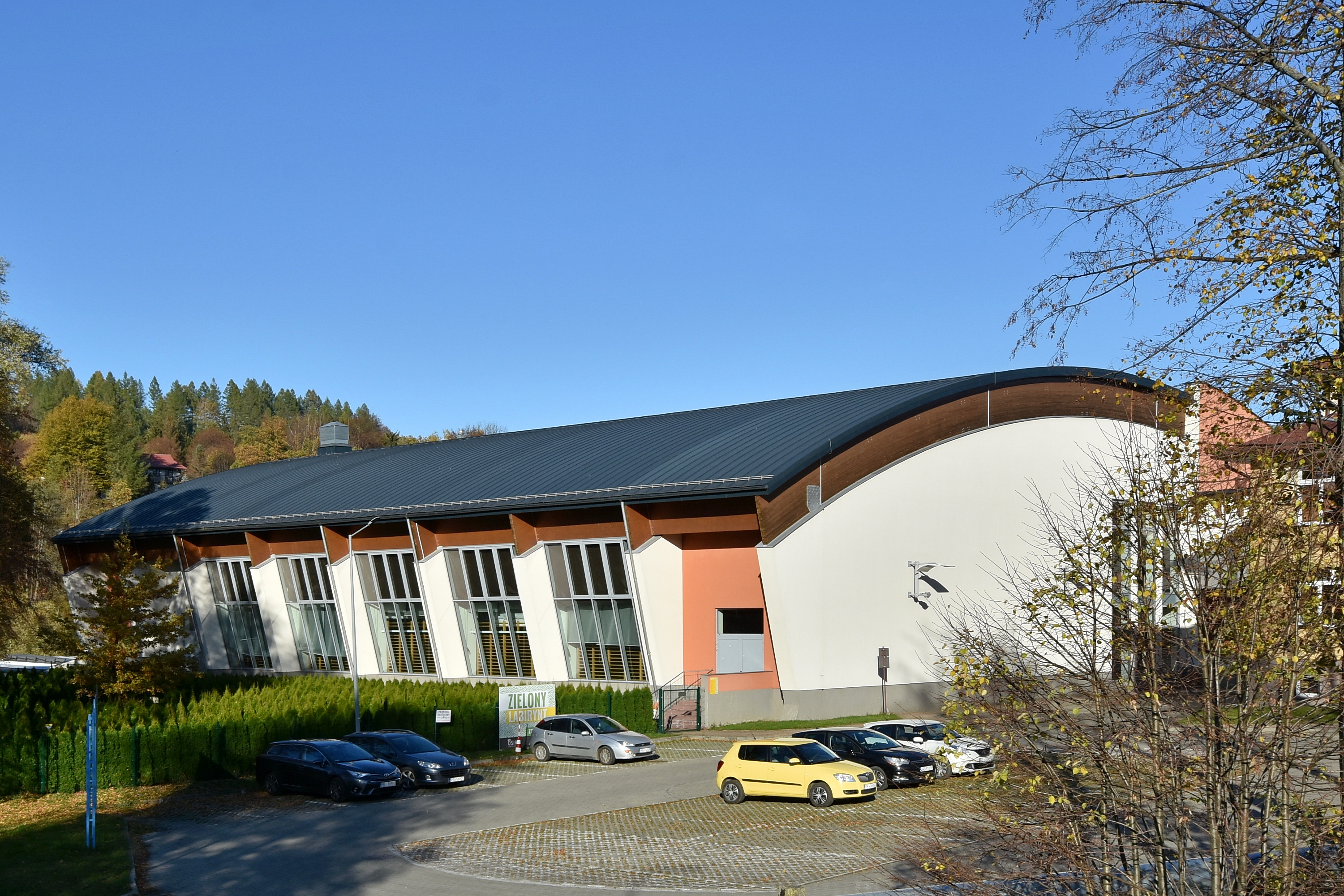
Hala sportowa

29 września 1939 r. miasto zostało zajęte przez Armię Czerwoną i znalazło się pod okupacją sowiecką. 22 października 1939 r. odbyły się tzw. wybory do Zgromadzenia Narodowego Ukraińskiej SRR. 1 listopada 1939 r. na podstawie paktu Ribbentrop-Mołotow i na „prośbę” Zgromadzenia Narodowego Ukraińskiej SRR Rada Najwyższa ZSRR wydała ustawę o „włączeniu tych ziem” do Ukraińskiej SRS. Miasto oraz okolice weszły wówczas w skład obwodu drohobyckiego, a siedzibą rejonu zostały Ustrzyki Dolne. Jako język urzędowy wprowadzono ukraiński. Sowiecka okupacja pełna represji i wywózek na Syberię i do Kazachstanu trwała w Ustrzykach do końca czerwca 1941.
Ustrzyki Dolne zostały zajęte przez oddziały słowackie (Rýchla Skupina) 29 czerwca 1941 r. Po 29 czerwca 1941 r. całe góry znalazły się pod okupacją niemiecką. W czasie wojny działały tu oddziały partyzantki AK OP-23 „KN-23” Placówka VIII Czarna z 3 plutonami. Dowodził nią Bolesław Rudziński. Działały też Bataliony Chłopskie oraz oddziały samoobrony. Niemcy w bramach ustrzyckich kamienic przeprowadzali rozstrzeliwanie ludności żydowskiej i romskiej. Podczas okupacji Ustrzyki Dolne zostały pozbawione statusu miasta.
18 września 1944 roku miasto zostało zdobyte przez oddziały 1 Armii Gwardii 4 Frontu Ukraińskiego.
Po II wojnie światowej miasto ponownie znalazło się na terytorium ZSRR. W latach 1944–1945 Polaków z Ustrzyk Dolnych i przyległych miejscowości wysiedlono na tzw. Ziemie Odzyskane.
W składzie Ukraińskiej SRR Ustrzyki pozostawały od lipca 1944 do 15 lutego 1951 r. W tym czasie zbudowano pomnik Józefa Stalina. Po 1951 był to jeden z trzech pomników Stalina poza ZSRR w Europie (pozostałe znajdowały się w Pradze i Budapeszcie). W ramach korekty granic Ustrzyki Dolne i okolice zostały zwrócone Polsce w zamian za obfitujący w złoża węgla rejon Sokala. W 1951 powróciło do Polski na podstawie umowy o zmianie granic. Niektóre źródła oparte na danych wtórnych, w tym Encyklopedia PWN, podają że w okresie radzieckim Ustrzyki Dolne miały zostać pozbawione statusu miasta i otrzymać go ponownie wraz z powrotem do Polski. Jednak oryginalne dane radzieckie wykazują, że Ustrzyki Dolne nigdy statusu miasta nie utraciły; tak jest np. w spisie jednostek administracyjnych z 1 września 1946 roku, wydanym przez Dział Informacji i Statystyki przy Sekretariacie Prezydium Rady Najwyższej Ukraińskiej SRR, a także w ostatnim spisie jednostek rejonu ustrzyckiego, wykazanym w Dekrecie Prezydium Rady Najwyższej Ukraińskiej SRR z 10 grudnia 1951 w sprawie likwidacji rejonu ustrzyckiego (...). W obu wykazach Ustrzyki Dolne figurują jako miasto. Do błędu – poza zaniechaniem sprawdzenia źródeł radzieckich – przyczyniła się zapewne forma zapisu w Rozporządzeniu Prezesa Rady Ministrów z 12 grudnia 1951 w sprawie utworzenia miasta Ustrzyki Dolne (...), a gdzie wybór wyrazu utworzenie odnosił się po prostu do powstania nowego miasta w granicach Polski (bezwzględnie od uprzedniego statusu) o zmienionych granicach (w skład Ustrzyk Dolnych wszedł wtedy także Strwiążyczek).
W 1951 roku po włączeniu Ustrzyk do Polski ponownie utworzono Kasę Spółdzielczą. W okresie przynależności Ustrzyk do USRR Kasa nie działała, a jej budynek został upaństwowiony. Obecnie nosi nazwę Bieszczadzki Bank Spółdzielczy w Ustrzykach Dolnych.
1 stycznia 1952 do Ustrzyk Dolnych włączono Strwiążyczek.
W 1954 roku w rynku odsłonięto pomnik ku czci żołnierzy radzieckich, którzy wyzwalali miasto spod okupacji hitlerowskiej.
Jesienią 1956 roku rozebrano pomnik Józefa Stalina.
W latach 1962–1964 na rzece Strwiąż wybudowano w czynie społecznym duże kąpielisko z trampoliną do skoków i słupkami startowymi. Obok powstały: natryski, pole namiotowe, boisko do siatkówki, sklep spożywczy i lodziarnia (obecnie kompleks nie funkcjonuje). W latach sześćdziesiątych zbudowano także stadion przy ul. Kolejowej oraz skocznię narciarską na stoku góry Gromadzyń. W późniejszym czasie powstały trasy narciarstwa biegowego na Żukowie, na których w 1987 rozegrano pierwszy Bieszczadzki Bieg Lotników. W 1976 w Jasieniu otwarto tor saneczkowy, wkrótce potem powstał kolejny, znajdujący się w parku Pod Dębami.
1 stycznia 1973 do Ustrzyk Dolnych włączono Strwiążek i część Ustjanowej Górnej o łącznej powierzchni 280 ha.
W kwietniu 1973 rozpoczęto w Ustrzykach budowę Zakładów Przemysłu Drzewnego Ustianowa. W szczytowym okresie produkcji w latach 80. zatrudniały 1200 osób. W lutym 1991 postawiono je w stan likwidacji i ostatecznie zamknięto. W ciągu 18 lat w zakładzie pracowało 3495 osób, 8 dyrektorów i kilkudziesięciu zastępców.
27 czerwca 1994 do Ustrzyk Dolnych włączono Jasień.
1 stycznia 2002 z miasta Ustrzyki Dolne wyłączono obszar 3,16 ha (części obrębów ewidencyjnych Jasień i Ustrzyki Dolne), włączając go do gminy Ustrzyki Dolne, natomiast do miasta Ustrzyki Dolne (do obrębu ewidencyjnego Strwiążyk) włączono obszar o powierzchni 2,17 ha z gminy Ustrzyki Dolne (1,19 ha z Równi, 0,94 ha z Jałowego i 0,04 z Ustianowej Górnej).

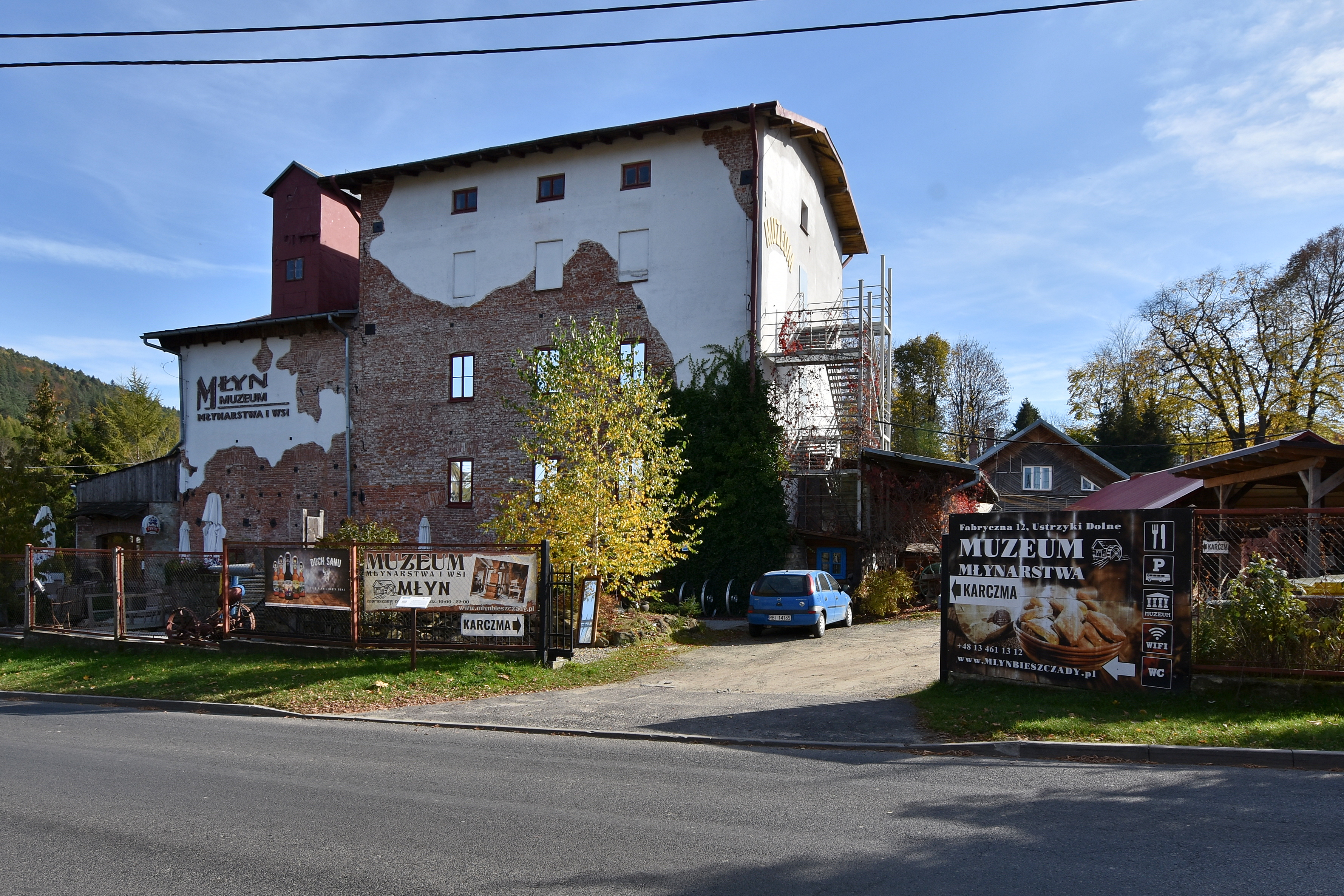
Muzeum Młynarstwa i Wsi
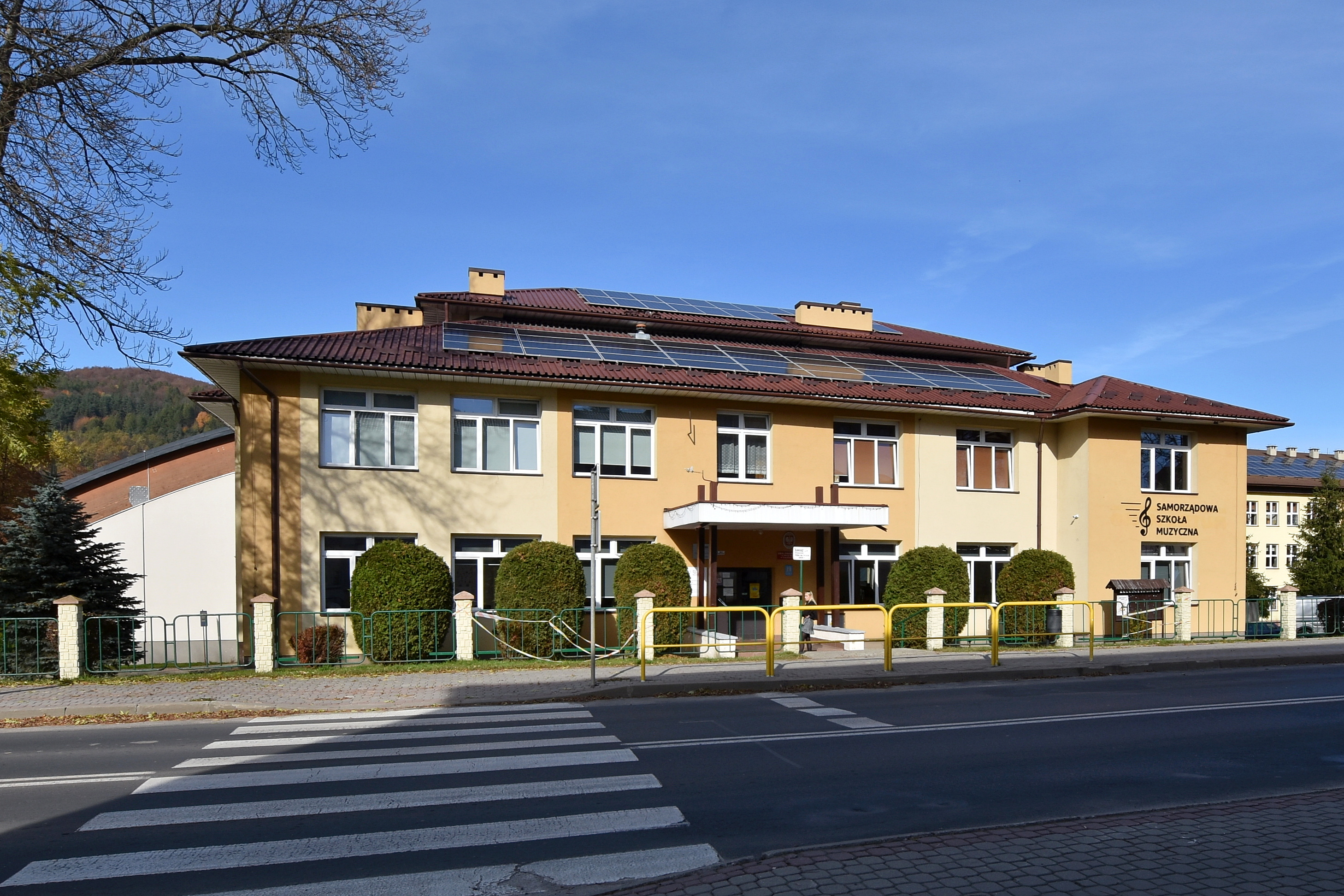
Szkoła muzyczna
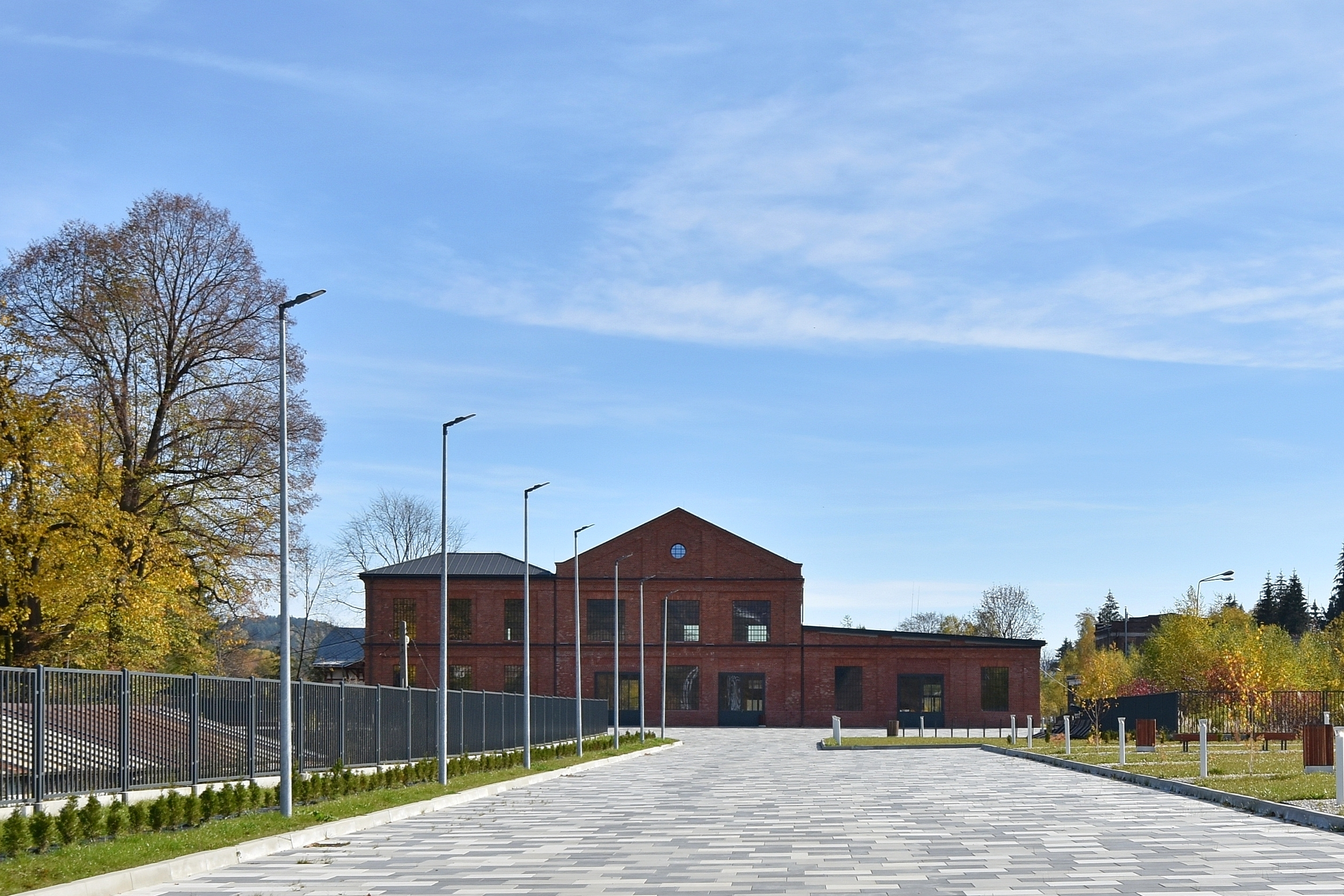
Zabytkowa rafineria Fanto

## Porozumienia rzeszowsko-ustrzyckie
W Ustrzykach Dolnych rozpoczął się na początku 1981 r. strajk rolników trwający przez 50 dni, który zakończył się podpisaniem porozumień rzeszowsko-ustrzyckich.
W nocy z 18 na 19 lutego 1981 r. w Rzeszowie i 20 lutego 1981 r. w Ustrzykach Dolnych po 50 dniach ogólnopolskiego strajku robotniczo-chłopskiego, pomimo usilnych prób jego rozbicia i oddziaływania na jego przebieg przez Służbę Bezpieczeństwa PRL w ramach akcji KRET, i przeniesienia się strajkujących do Rzeszowa, podpisano porozumienia rzeszowsko-ustrzyckie.
Po podpisaniu porozumień Przewodniczący Komitetu Strajkowego Jan Kułaj powiedział: „Chłopi, Polska nasza!”
Sygnowali je przedstawiciele Komisji Rządowej, Komitetu Strajkowego, który działał w imieniu Ogólnopolskiego Komitetu Założycielskiego Związku Zawodowego Rolników Indywidualnych oraz przedstawiciele MZK NSZZ „Solidarność” w Rzeszowie i Krajowej Komisji Porozumiewawczej NSZZ „Solidarność”. Strajk wspierali członkowie NSZZ „Solidarność”, mieszkańcy różnych miast oraz rolnicy z całego kraju oraz kapłani i Rada Główna Episkopatu Polski.
Jeden z głównych rolniczych postulatów dotyczył rejestracji NSZZ Rolników Indywidualnych „Solidarność”. Nastąpiła ona dopiero w 12 maja 1981 roku. Jednak rzeszowsko-ustrzyckie strajki zdecydowanie to przyspieszyły, a ponadto zmusiły władzę, m.in. do zagwarantowania nienaruszalności chłopskiej własności i wolności w obrocie ziemią, zrównania praw rolników indywidualnych z prawami gospodarstw państwowych, zrównania praw socjalnych mieszkańców wsi i miast, korzystnych zmian w oświacie na wsi oraz uznania praw religijnych, wydawania zezwoleń na budowę kościołów i zapewnienia opieki duszpasterskiej w wojsku.
Porozumienia rzeszowsko-ustrzyckie zwane Konstytucją Polskiej Wsi podpisali m.in.: w imieniu strony rządowej – wiceminister rolnictwa Andrzej Kacała, w imieniu strony społecznej: Józef Ślisz, Jan Kułaj, Władysław Żabiński (przedstawiciele rolników), Antoni Kopaczewski (przewodniczący Regionu NSZZ „Solidarność” w Rzeszowie) oraz Lech Wałęsa i Bogdan Lis (za Krajową Komisję Porozumiewawczą NSZZ „Solidarność”).

## Demografia
Według danych z 31 grudnia 2014 r. miasto miało 9383 mieszkańców.

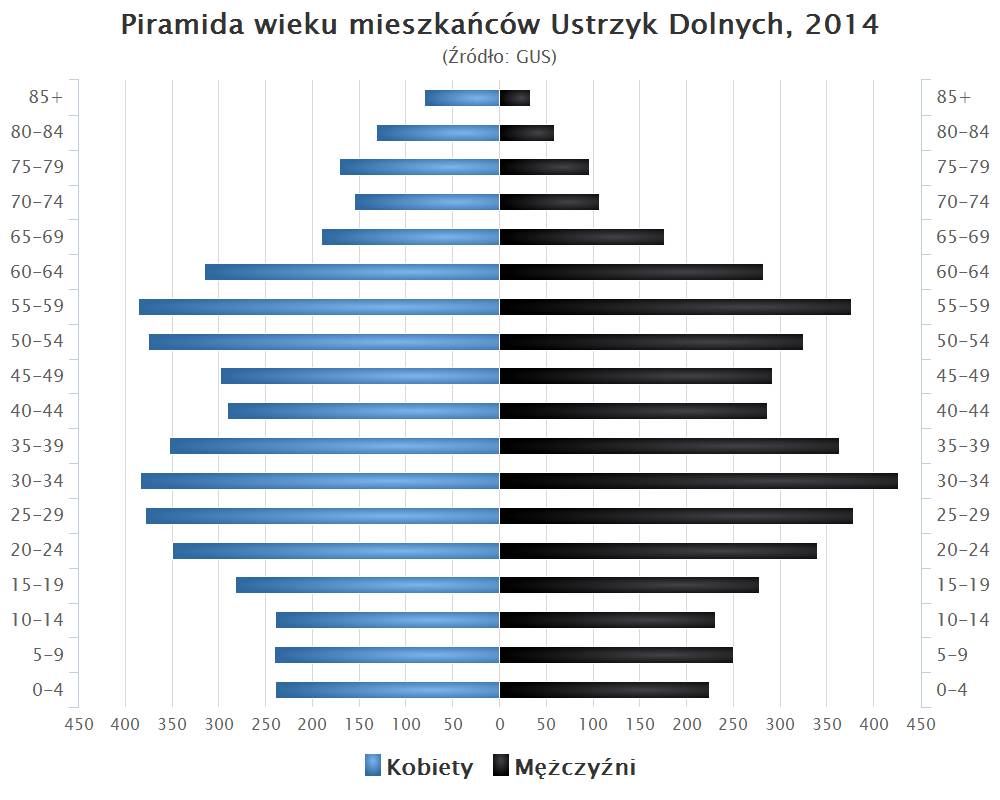
Piramida wieku mieszkańców Ustrzyk Dolnych w 2014 roku

## Zabytki
- Barokowe Sanktuarium Matki Bożej Rudeckiej Królowej Bieszczadzkiej w Ustrzykach Dolnych-Jasieniu z 1740 r. oraz cmentarz rzymskokatolicki z końca XIX wieku.
- Neogotycki kościół rzymskokatolicki Najświętszej Maryi Panny Królowej Polski z lat 1909–1911 wraz z ikoną Matki Boskiej z Dzieciątkiem z II poł. XVII wieku.
- Murowana dawna cerkiew na Strwiążyku (obecnie przy ulicy Strwiążyk) z 1831 r.
- Murowana cerkiew greckokatolicka Zaśnięcia Matki Bożej z 1874 r. Dzwony z tej cerkwi w 1939 r. w obawie przed sekwestrem wojennym zostały zakopane, a po 1951 r. wykopane i zarekwirowane przez władze PRL.
- Budynek dawnej synagogi z ok. 1870 r. oraz cmentarz żydowski (założony w XVIII wieku).
- Stacja kolejowa z 1872 r.

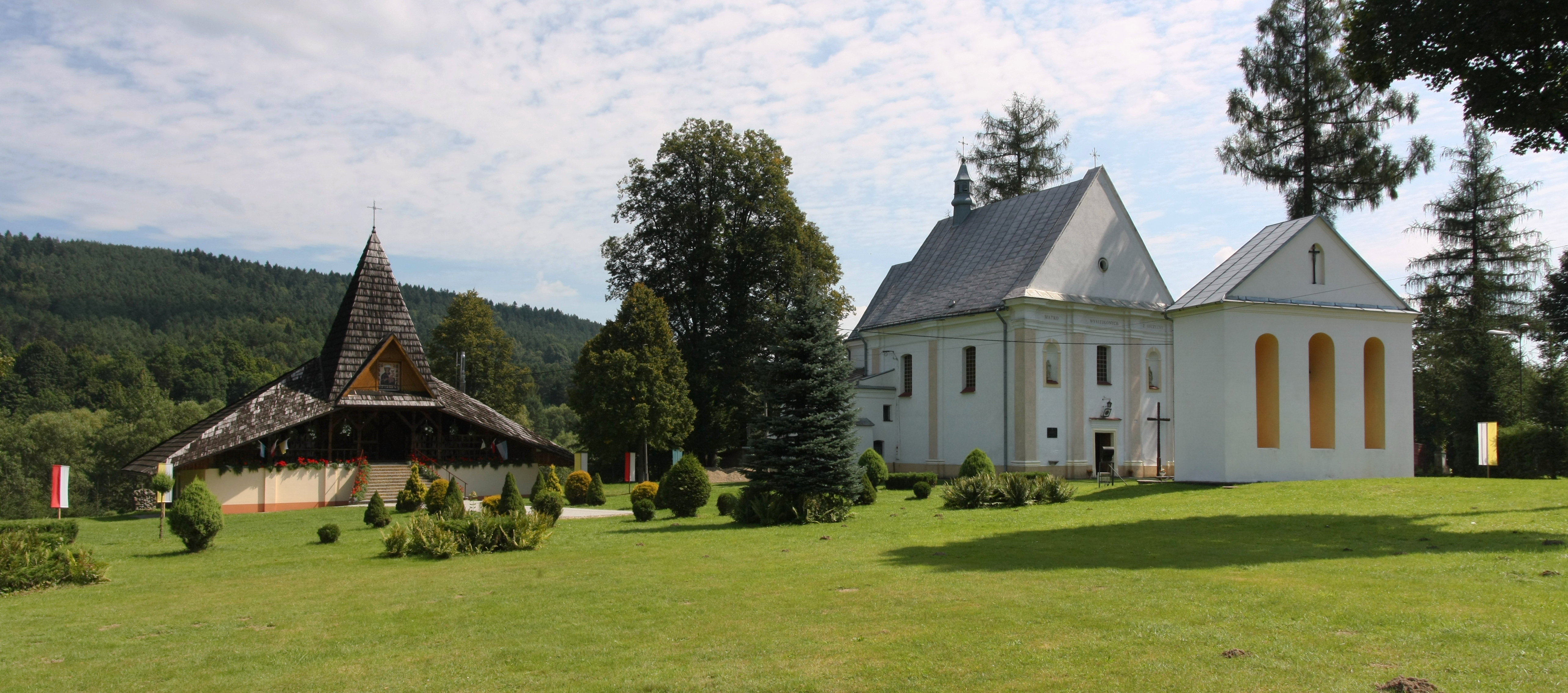
Sanktuarium Matki Bożej Rudeckiej
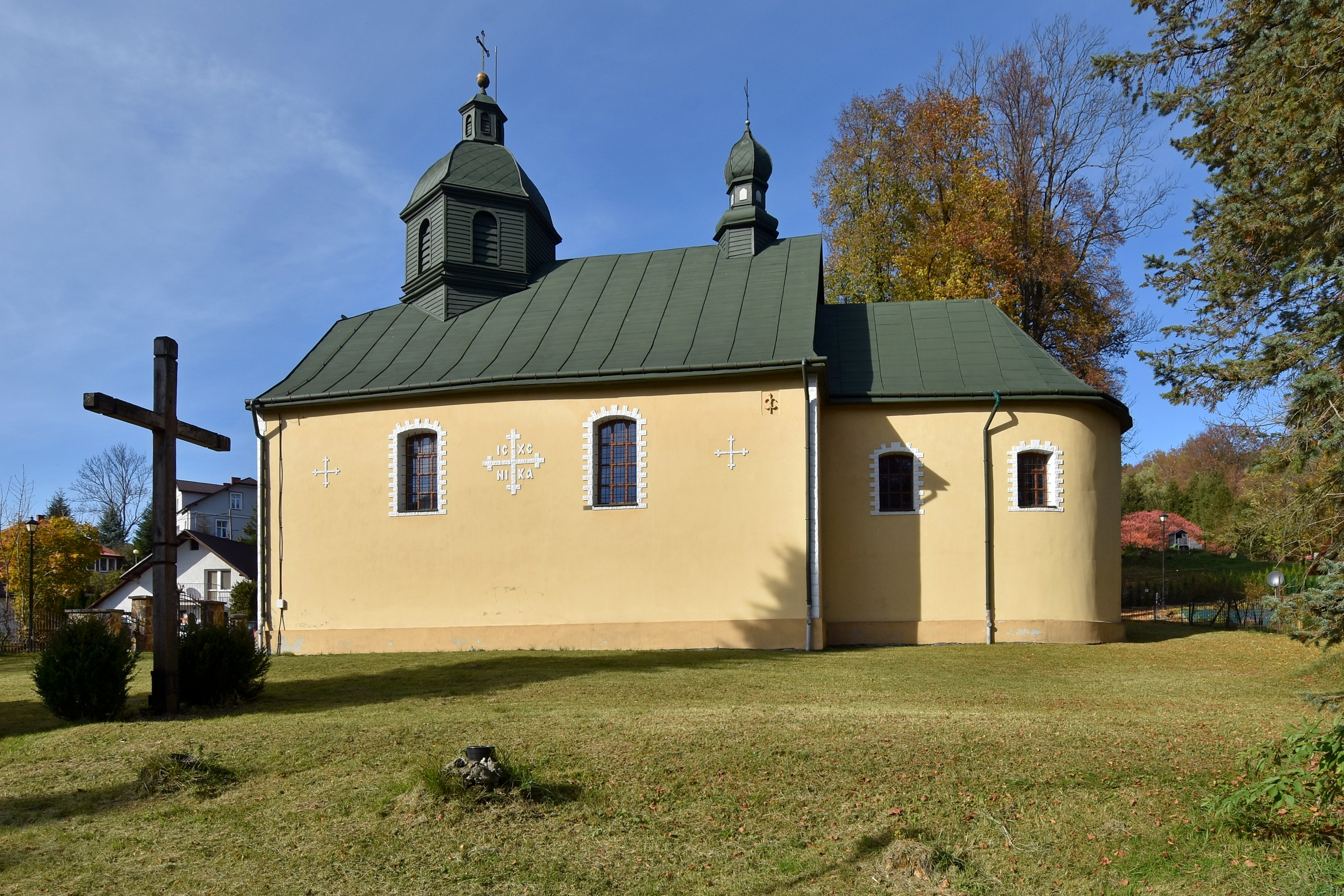
Zabytkowa cerkiew greckokatolicka Zaśnięcia NMP
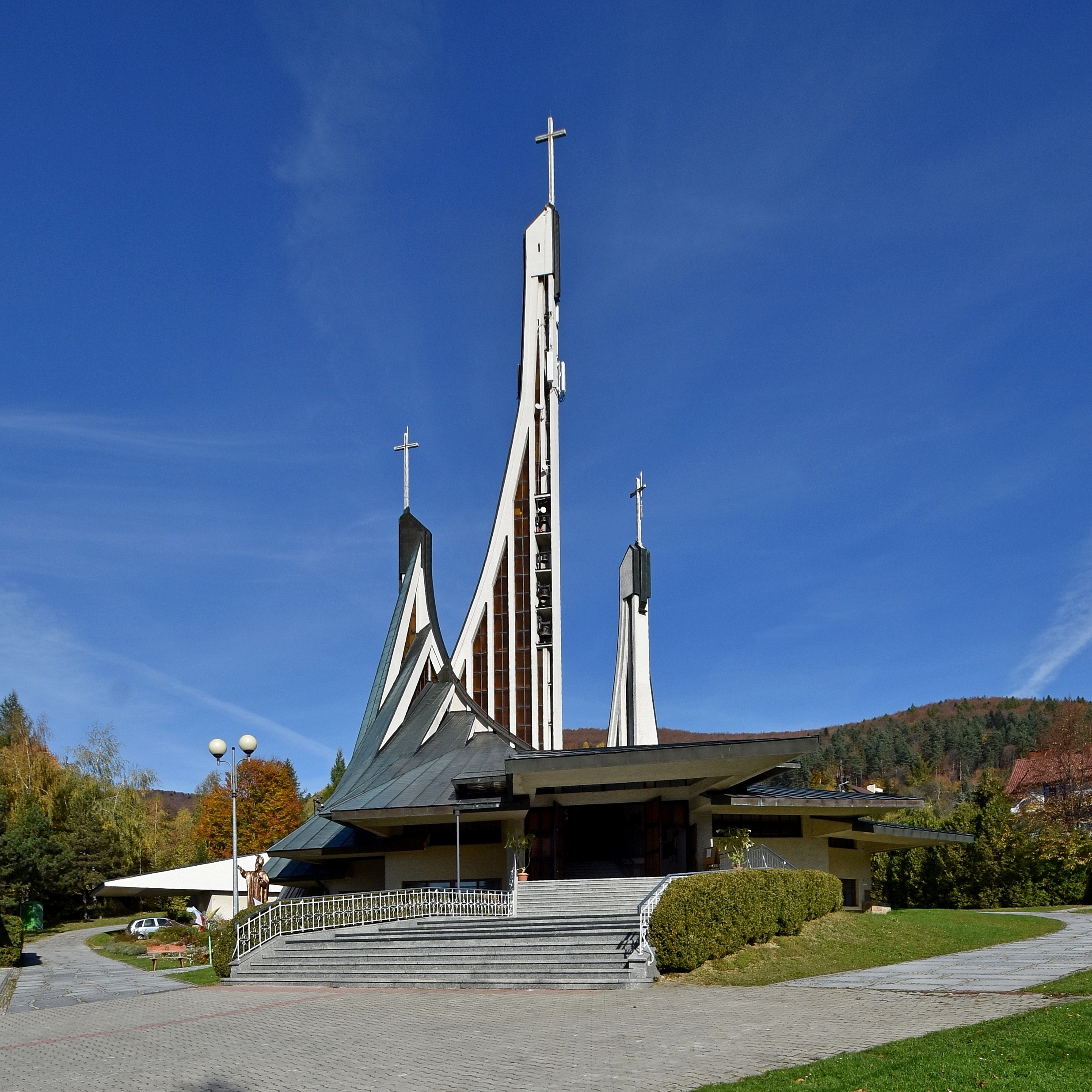
Kościół Świętego Józefa Robotnika

Lista historycznych synagog, które znajdowały się na terenie Ustrzyk Dolnych
- synagoga w Ustrzykach Dolnych
- synagoga Stara w Ustrzykach Dolnych (bejt ha-midrasz)
- synagoga Nowa w Ustrzykach Dolnych (bejt ha-midrasz)
- synagoga Sadigorer w Ustrzykach Dolnych
- synagoga chasydów z Bełza w Ustrzykach Dolnych
- synagoga Jad Charucim w Ustrzykach Dolnych.

## Kultura, turystyka, sport, rekreacja

### Muzea
- Muzeum Przyrodnicze Bieszczadzkiego Parku Narodowego wybudowane na początku lat 70. XX wieku.
- Muzeum Młynarstwa i Wsi oraz Izba Regionalna wchodząca w skład Bieszczadzkiego Centrum Turystyki i Promocji. W Izbie zorganizowano kilkanaście ekspozycji historycznych dotyczących miasta i okolicy

### Szlaki turystyczne: spacerowe, pieszy, drogowy
- – ze stacji PKP, przez szczyty Kiń i Orlik do Jasienia,
- – z Rynku, przez szczyt Małego Króla, źródła Strwiąża, Kamienną Lawortę do Rynku,
- – ze stacji PKP, przez szczyt Gromadzyń, sanktuarium w Jasieniu do stacji PKP,
- – ze szczytu Małego Króla na szczyt Kamiennej Laworty,
- – z Rynku na cmentarz żydowski.
- Korona Ustrzyckich Gór: Kamienna Laworta, Mały Król, Holica, Gromadzyń, Orlik.
- – niebieski szlak turystyczny Rzeszów – Grybów – pieszy
- Szlak architektury drewnianej – trasa III i trasa III A – drogowy

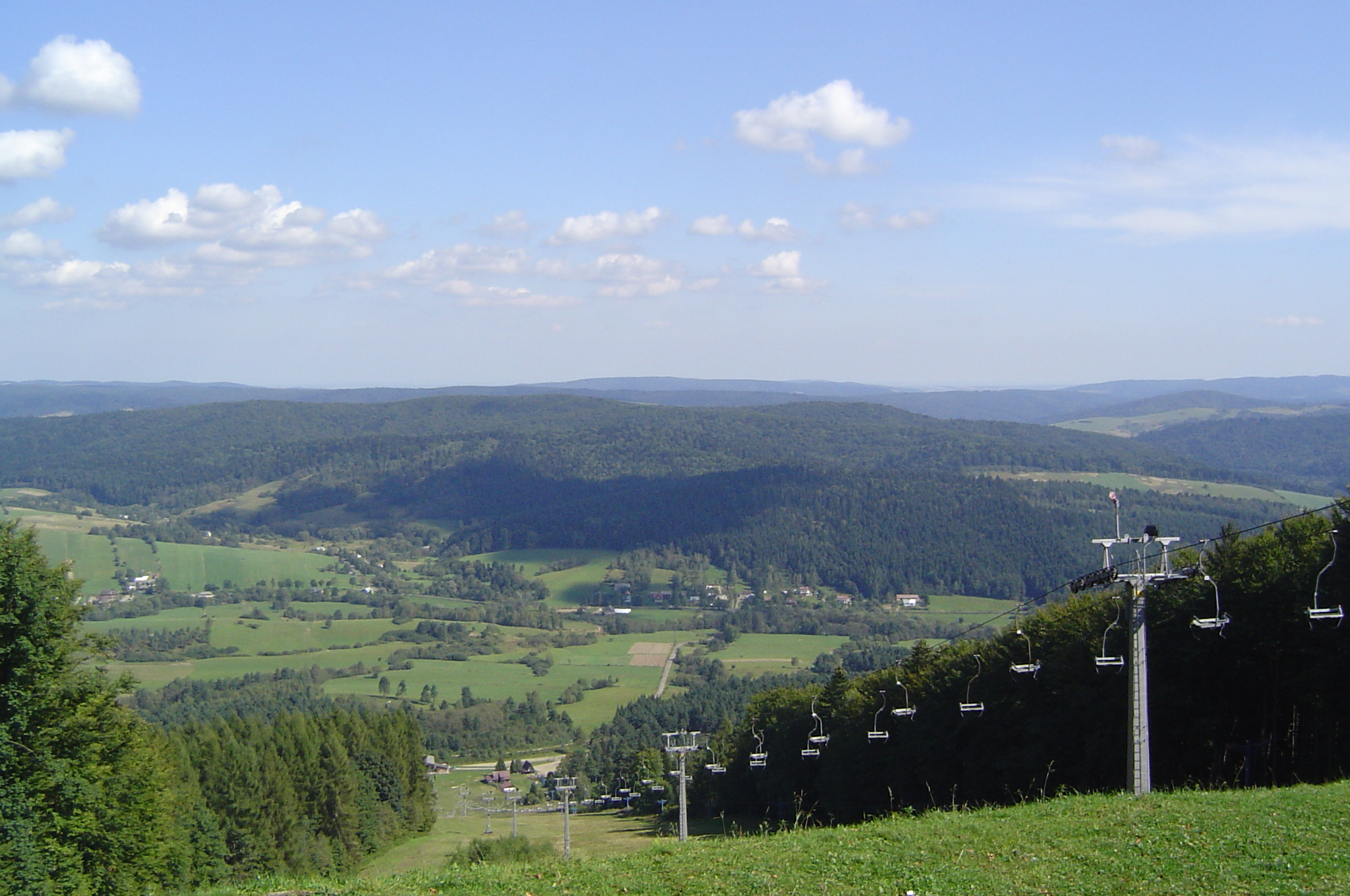
Wyciąg krzesełkowy Laworta
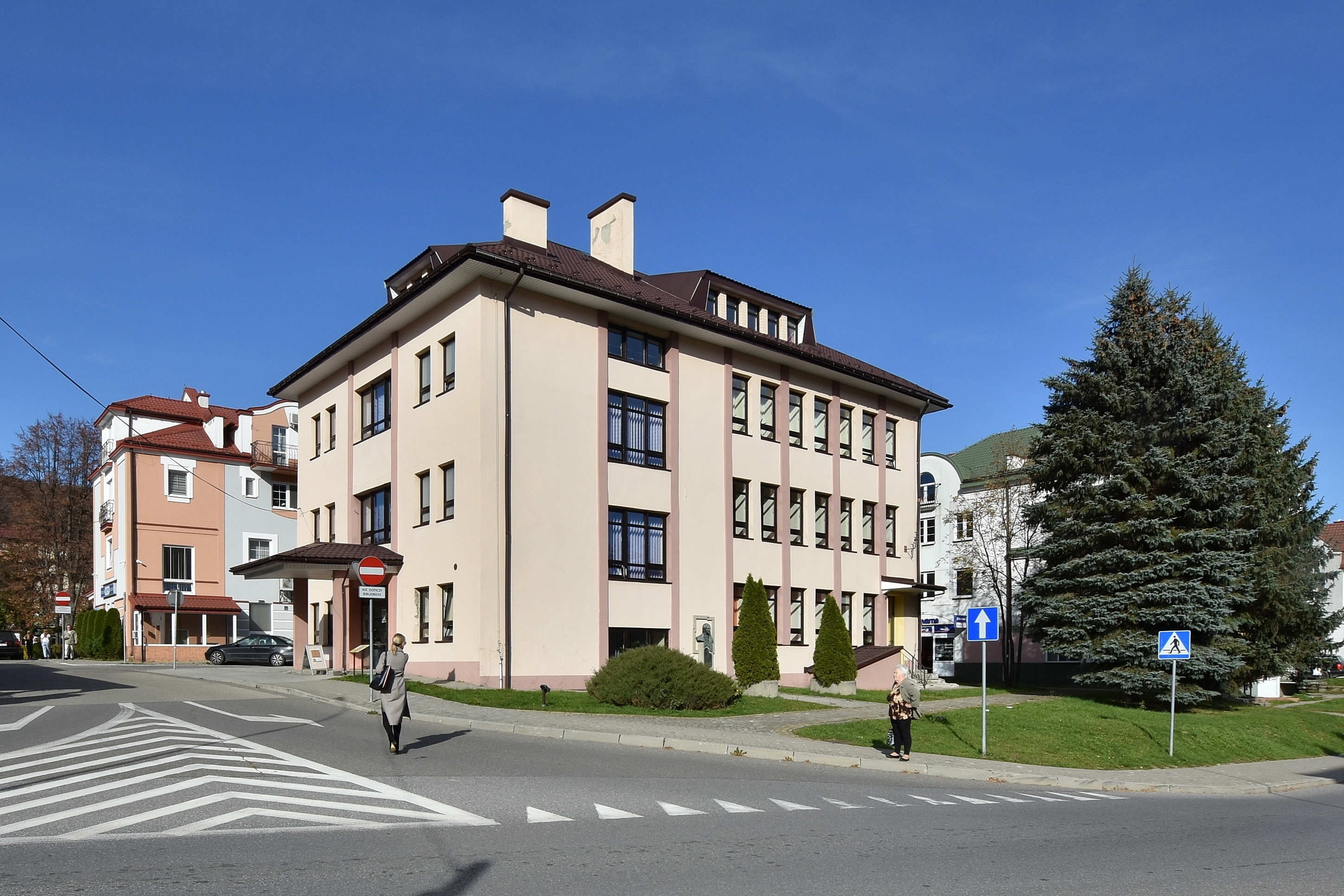
Biblioteka w dawnej synagodze
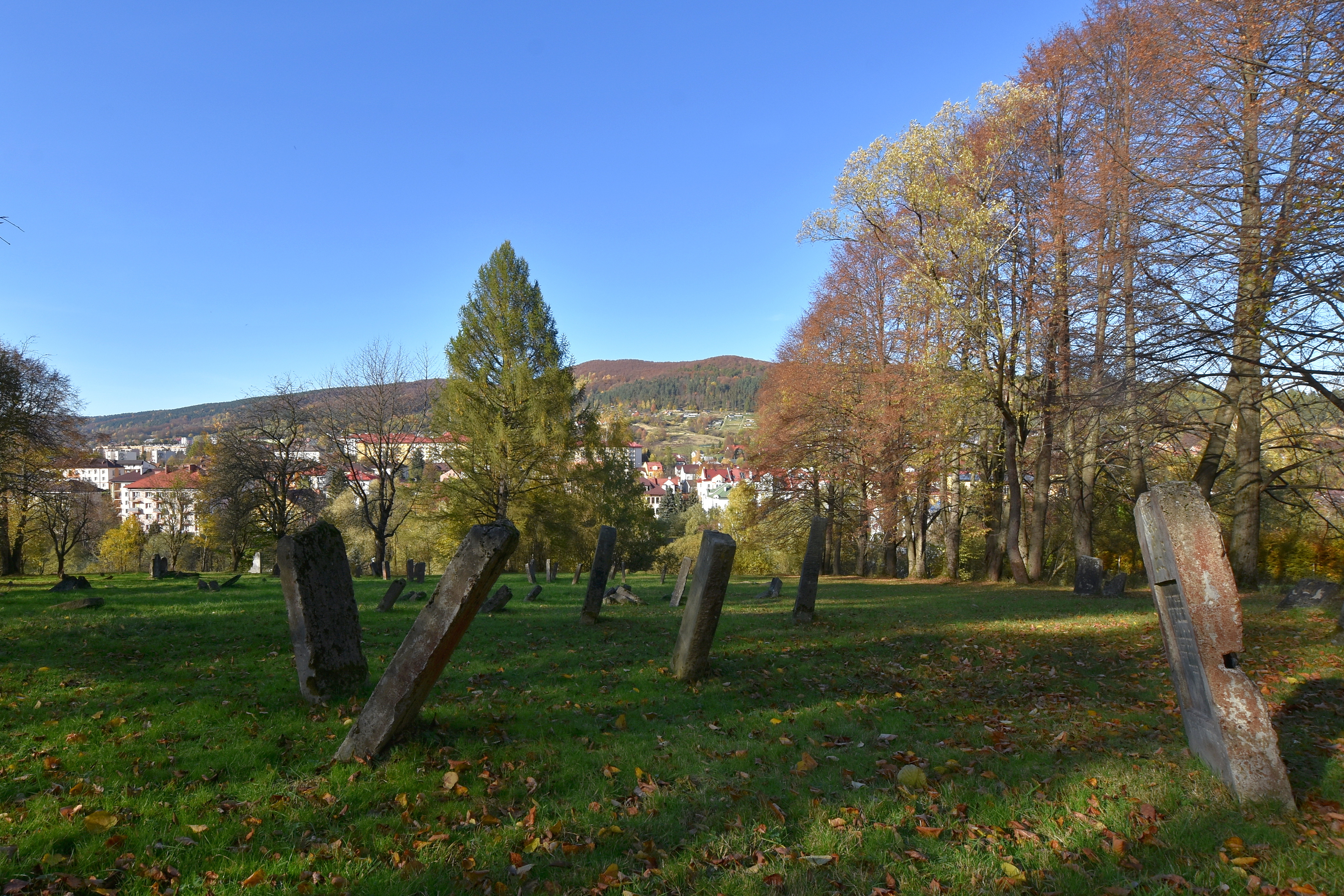
Cmentarz żydowski

### Narciarstwo
Ustrzyki Dolne mają najbardziej rozbudowaną infrastrukturę narciarską w woj. podkarpackim, dlatego nazywane są często zimową stolicą tego województwa.
W promieniu kilku kilometrów od centrum miasta znajdują się:
- Stacja Narciarska Gromadzyń. Pierwszy wyciąg linowy (tzw. wyrwirączka) powstał tu w 1962 roku, około 1963–1964 zbudowano pierwszy wyciąg orczykowy. W 1963 powstała niewielka (30 m) skocznia narciarska, a w latach 70. XX w kolejna o K-80, która po zmontowaniu przy użyciu śmigłowca nie została jednak wykorzystana, w związku z czym po kilku latach ją rozebrano. Ponadto w latach 70. wytyczono na Gromadzyniu narciarskie trasy biegowe i biathlonowe, a na szczycie góry powstała strzelnica na 20 stanowisk. Zlikwidowana później ze względów bezpieczeństwa[32].
- Stacja Narciarska Laworta – decyzja o jej budowie została podjęta w 1978, a trasę zjazdową otwarto w 1980 roku
- wyciąg orczykowy na Małym Królu: o długości 200 m
- trasy biegowe na górze Żuków, posiadające homologację FIS o łącznej długości ok. 10 km

### Klub i basen
W miejscowości od roku 1951 istnieje klub sportowy piłki nożnej, MKS Bieszczady Ustrzyki Dolne. W sezonie 2021/2022 klub gra w IV lidze (grupa podkarpacka).
Przy ulicy Gombrowicza znajduje się kompleks basenowo-rekreacyjny z krytą pływalnią, basenem zewnętrznym, sauną, siłownią, kortami tenisowymi, boiskami do siatkówki.

## Wspólnoty wyznaniowe
Na terenie miejscowości działalność religijną prowadzą następujące Kościoły i związki wyznaniowe:
- Kościół rzymskokatolicki:
  - parafia Świętego Józefa Robotnika
  - parafia Matki Bożej Bieszczadzkiej
  - parafia Najświętszej Maryi Panny Królowej Polski
- Kościół greckokatolicki:
  - parafia Zaśnięcia Najświętszej Maryi Panny
- Świadkowie Jehowy:
  - zbór Ustrzyki Dolne (Sala Królestwa ul. Jana Pawła II 17)[41].

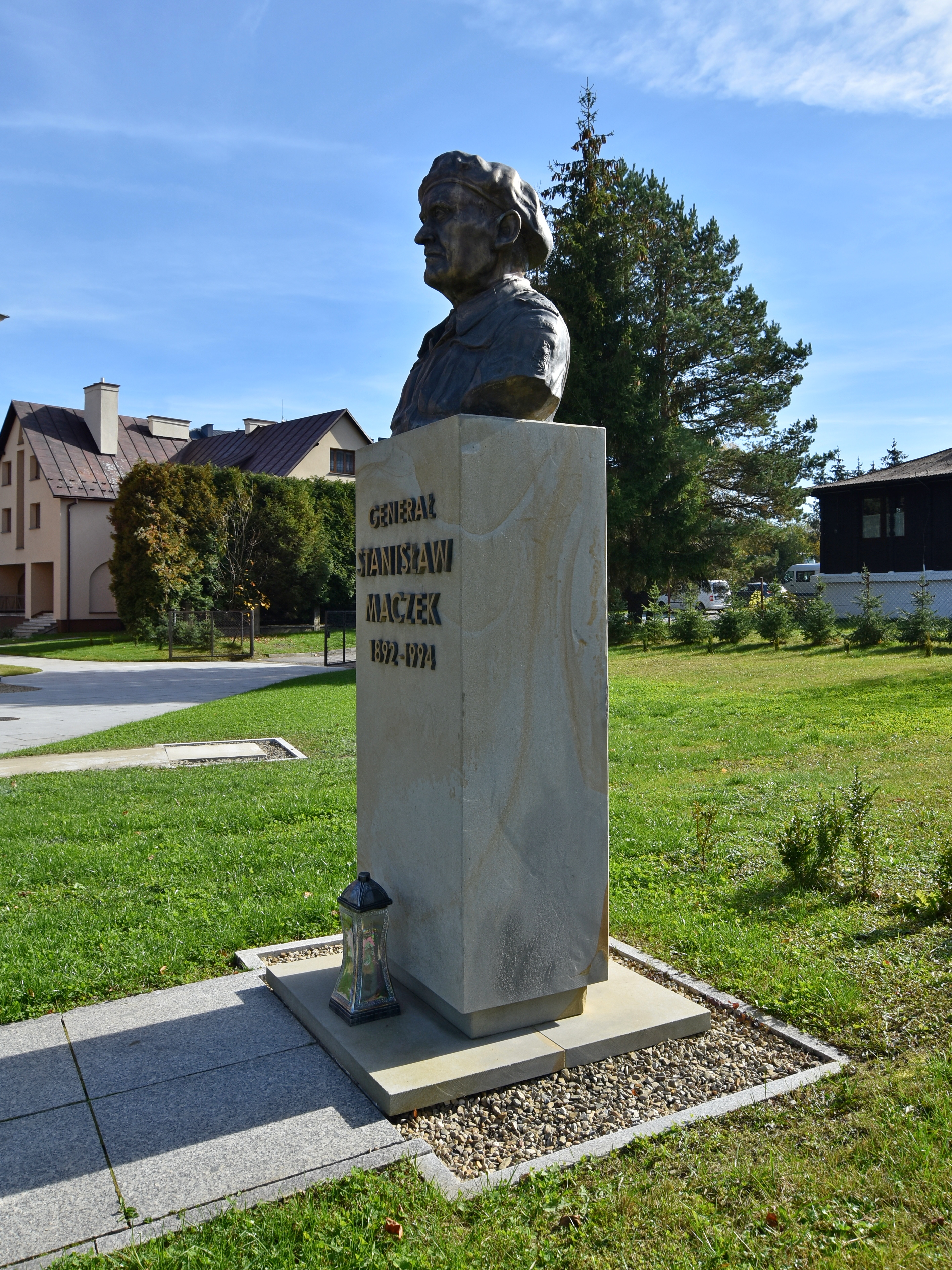
Pomnik generała Stanisława Maczka
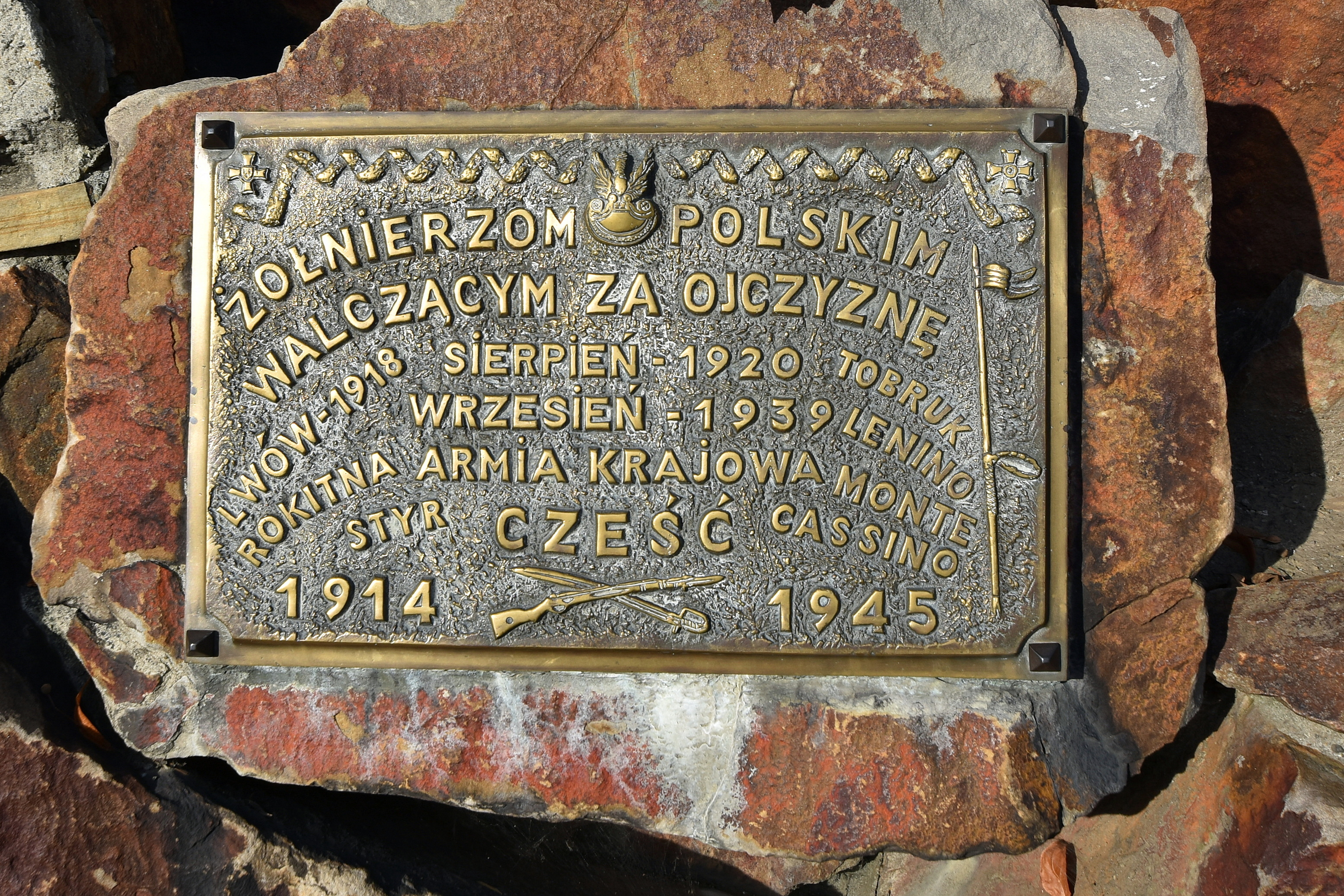
Rynek, tablica na pomniku poświęconym żołnierzom polskim poległym w latach 1914–1945
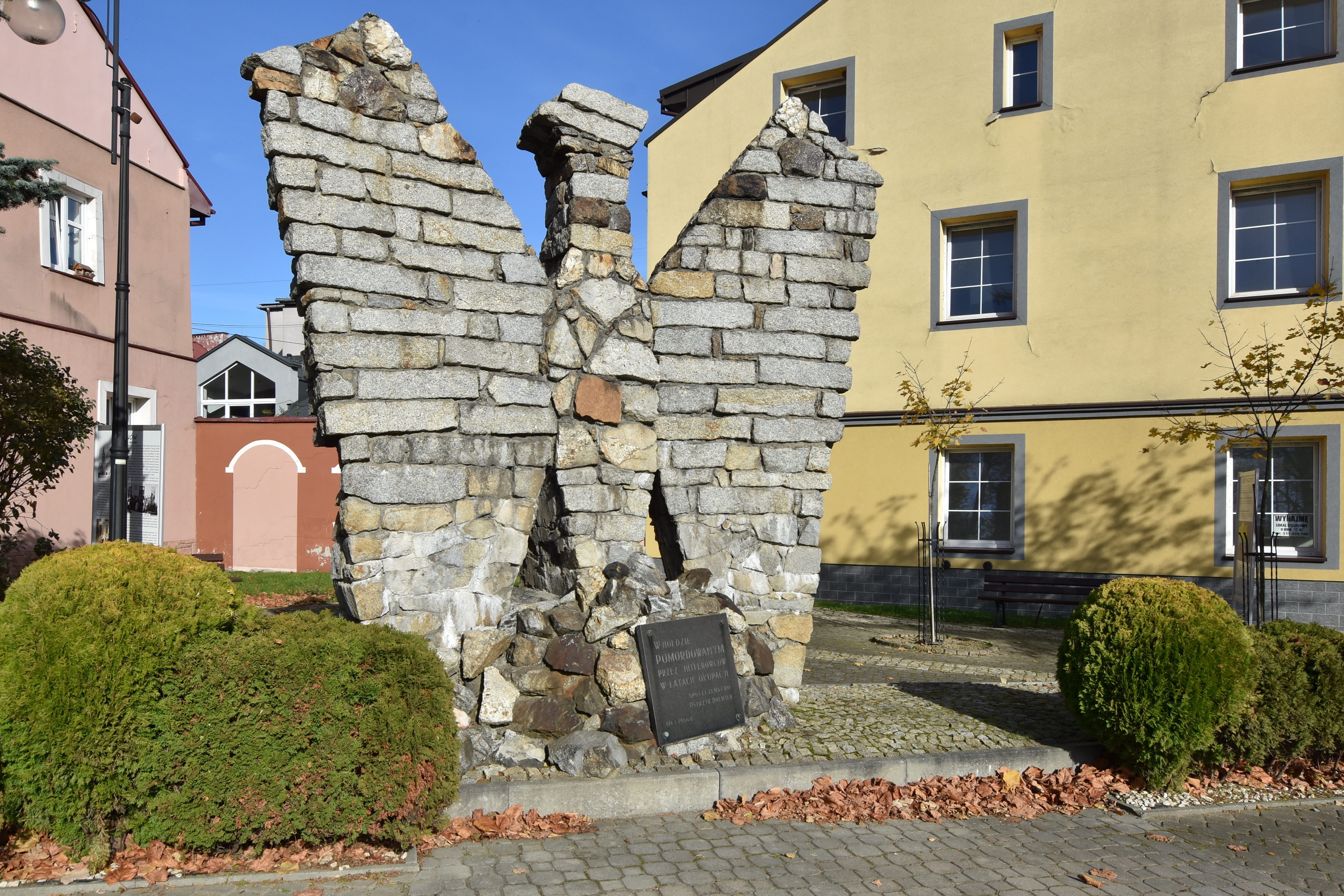
Rynek, pomnik ofiar II wojny światowej
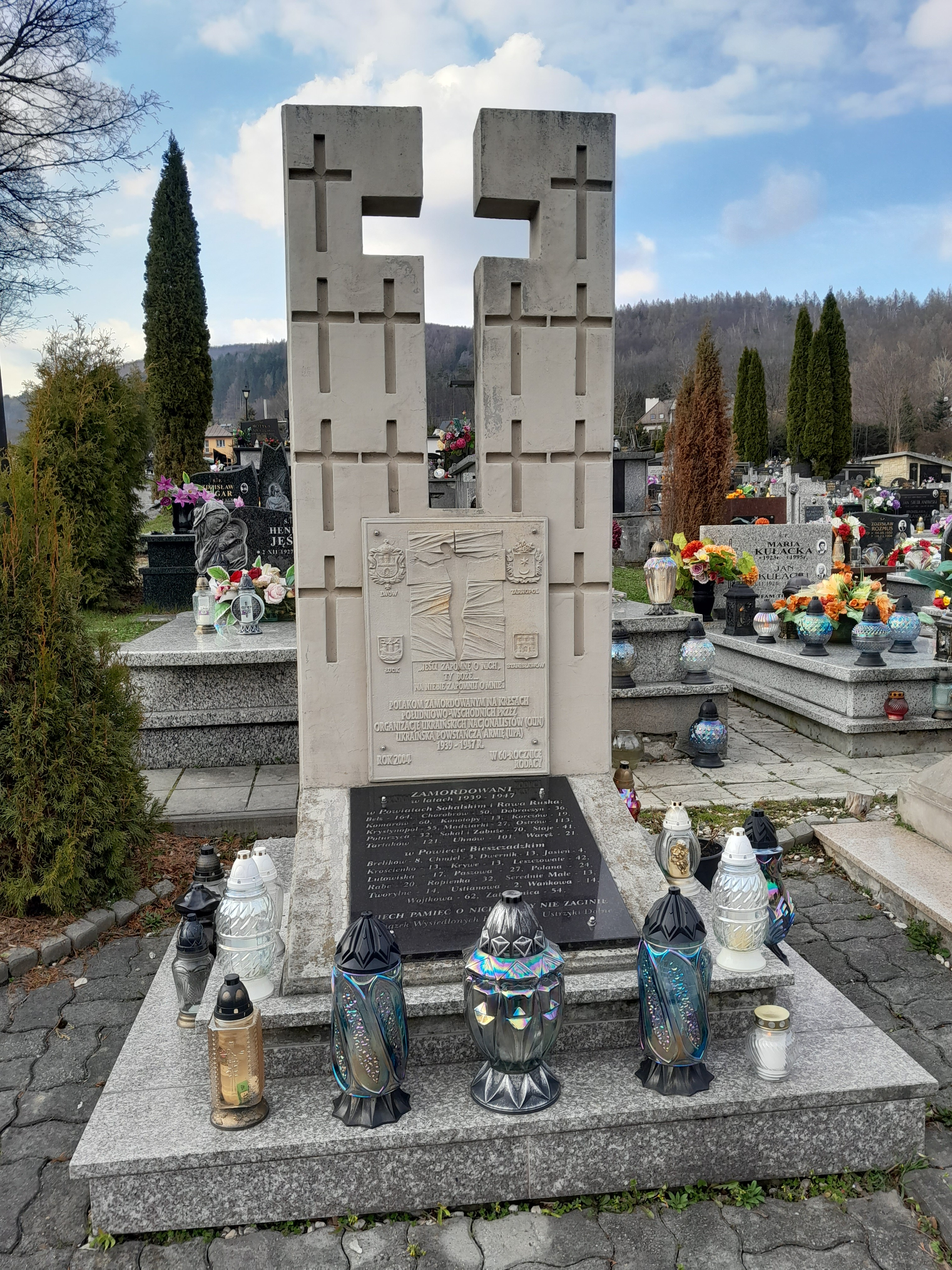
Pomnik ku czci ofiar ukraińskich nacjonalistów w powiecie bieszczadzkim i sokalskim ustanowiony z inicjatywy Franciszka Flaka
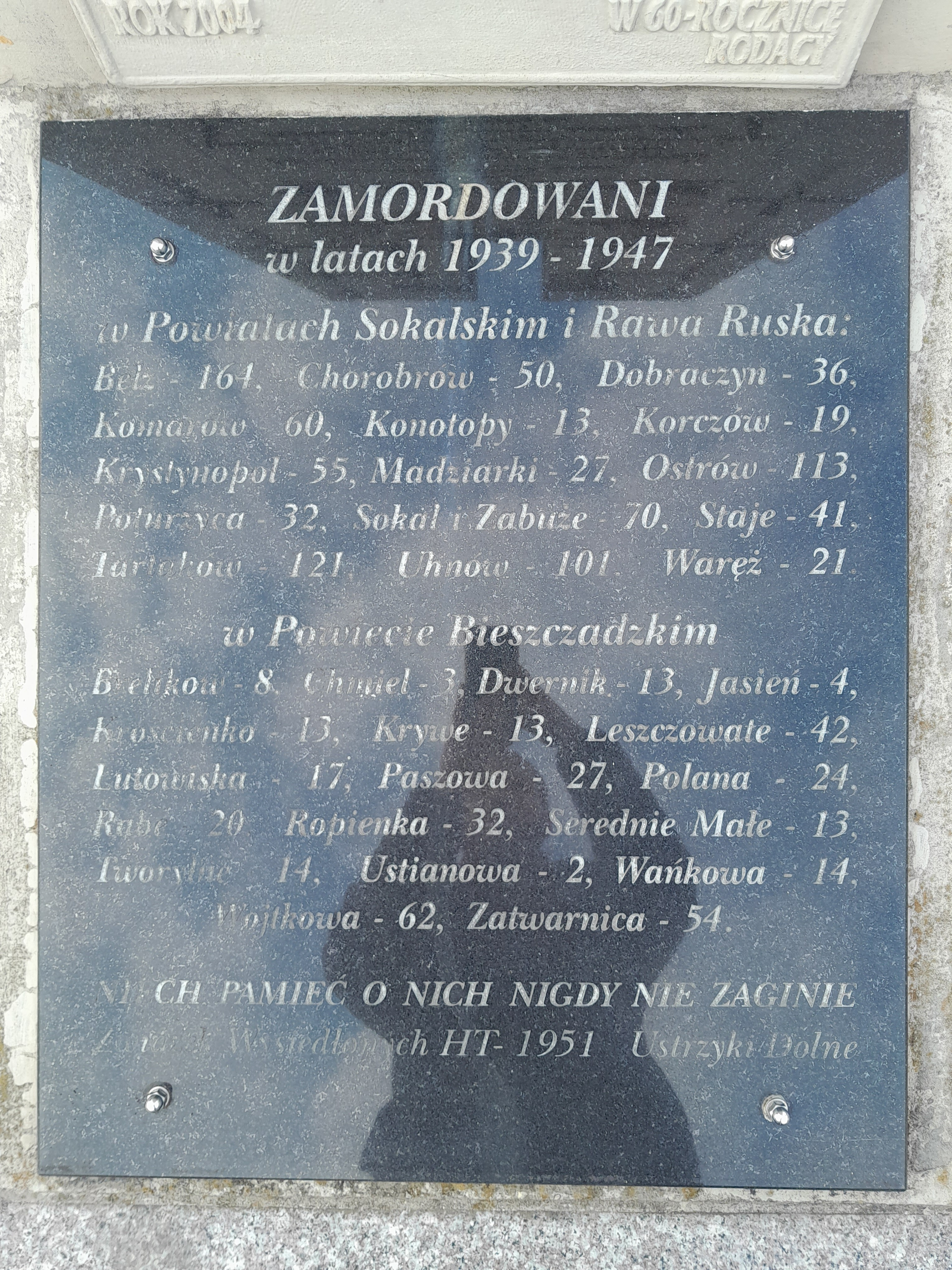
Tablica na pomniku ofiar UPA w powiecie sokalskim i bieszczadzkim w Ustrzykach Dolnych wyszczególniająca zaatakowane miejscowości

## Współpraca międzynarodowa
Miasta i gminy partnerskie:
- Sambor[42]
- Giraltovce[43]
- Zamárdi[44]
- Wojnicz[45]
- Sokółka[46]
- Hévíz[47]

## Honorowi obywatele
- Ludwik Baldwin-Ramułt
- Marajke van den Bout
- Mieczysław Hampel
- Stanisław Ponichtera
- Eugeniusz Waniek